# The Sims 3
The Sims 3 — однопользовательская видеоигра в жанре симулятора жизни, разработанная компанией Maxis под руководством геймдизайнера Рода Хамбла и изданная компанией Electronic Arts. В США игра вышла 2 июня 2009 года для операционных систем персональных компьютеров — Windows и Mac OS X. На территории России The Sims 3 вышла 5 июня 2009 года, её русской локализацией занималась компания «СофтКлаб». Помимо этого, в 2010 году состоялся выпуск симулятора для игровых приставок PlayStation 3, Xbox 360, Wii и Nintendo DS.
Игрок управляет одним или несколькими персонажами — симами, заботится об их благополучии, развивает их навыки, укрепляет связи с другими персонажами, продвигает по карьерной лестнице и обустраивает их жилой дом. В игре отсутствует сюжетная линия, и теоретически в The Sims 3 можно играть «вечно».
Разработка третьего симулятора в полной мере началась в 2006 году, под руководством Рода Хамбла. Это также первая игра серии The Sims, в разработке которой не принимал участие Уилл Райт, основоположник The Sims и The Sims 2. Основная задача разработчиков заключалась в создании открытого игрового мира, которого была лишена The Sims 2, что в свою очередь было её самым серьёзным недостатком. Симулятор был в основном положительно оценён критиками. Они признали преимущество игры перед второй частью и главным образом похвалили её за открытый игровой мир, улучшенные визуальные эффекты и усовершенствованное поведение персонажей. Среди основных недостатков было отмечено наличие множества так называемых «зданий-болванок», внутри которых нельзя наблюдать за действиями персонажей, если те войдут в здание, а также качество графики, не улучшавшееся по сравнению со второй частью. После выпуска всех дополнений, главным предметом отрицательной критики выступала крайняя медлительность игры и постоянные зависания, даже на самых высокопроизводительных компьютерах.
После своего выпуска The Sims 3 стала самым продаваемым симулятором в истории компьютерных игр, побив рекорд своей предшественницы The Sims 2. Так, за первую неделю после выпуска третьего симулятора было продано 1,4 миллиона его копий. Одновременно The Sims 3 побила рекорд по количеству скачиваний пиратских копий, попавших в интернет за две недели до официального выпуска игры. The Sims 3 остаётся крупнейшей частью франшизы The Sims с выпущенными 11 дополнениями и 9 каталогами. Продолжение линейки — The Sims 4 было выпущено 2 сентября 2014 года. The Sims 3 по-прежнему по состоянию на 2020 год остаётся игрой серии, к которой было выпущено наибольшее количество игрового материала.

## Сюжет
Игра представляет собой виртуальную песочницу, в которой игрок может управлять жизнью персонажей. В базовом симуляторе без дополнений доступен городок под названием Сансет Вэлли (англ. Sunset Valley), который по сюжету игры был основан семьями Гот и Ландграаб, но позже туда поселилась семья Альто, что привело к конфликту между семьями. В городе проживает 26 семей, многие персонажи были заимствованы из предыдущих частей игр The Sims, в частности в Сансет Вэлли проживают многие персонажи из The Sims и The Sims 2 , а происходящие события представляют собой приквел предыдущих частей. В частности появляются персонажи, которые ещё не постарели или уже умерли от старости в первом или втором симуляторе. Например супружеская пара Гот (англ. Goth) воспитывающая своего сына — Мортимера (англ. Mortimer Goth). Сам маленький Мортимер находится в дружественных отношениях с Беллой Гот (англ. Bella Bachelor), которая во вселенной The Sims и The Sims 2, будучи взрослой, станет его женой. В одном из особняков с недоделанной детской комнатой живёт молодая вдова Агнес Толстопятко (англ. Agnes Crumplebottom), которая в будущем станет Мисс Крамплботтом или «госпожой пьяной-помятой». На вершине холма расположены два роскошных поместья, в одном из которых живут Ландграаб (англ. Landgraab), чья фамилия не раз упоминалась в предыдущих сериях The Sims. Помимо персонажей из предыдущих игр The Sims, в городке проживает множество новых семей, например семья Альто (англ. Alto), заполучившая богатства благодаря обманам и махинациям. Сами Альто и Ландграаб враждуют между собой.

## Игровой процесс
Сим (The Sims), Симлиш
Смысл игры заключается в управлении семьёй, которая может состоять максимум из восьми виртуальных людей — симов (англ. sims). The Sims 3 не привязана к сюжетной линии и теоретически персонажами можно управлять вечно. Игра лишь прерывается, когда единственный или последний управляемый сим на участке умирает по какой-либо причине, тогда есть возможность выбрать другую управляемую семью. Основная цель игрока заключается в постоянном удовлетворении основных потребностей персонажей. Другая цель состоит в поиске постоянного источника дохода; совершенствовании навыков персонажей, и укреплении их связей с другими симами. Помимо этого игра позволяет строить здания и обустраивать комнаты, в которых живут или будут жить персонажи. При управлении семьёй можно переключаться между двумя основными режимами: жизни, где игрок непосредственно управляет действиями симов и редактором строительства/покупки мебели, чтобы построить дом и обустроить его мебелью на денежные средства семьи (тогда время для симов останавливается и они «застывают» на месте). Также есть режим съёмок, позволяющий делать фотографии или снимать видеоролики из симулятора. Сутки в игре продолжаются 24 минуты, однако время можно ускорить в несколько раз, например, когда персонаж спит или работает. Сутки плавно сменяются ночью, утром, днём и вечером.

Скриншот из игры The Sims 3

При запуске новой игры, игрок по умолчанию попадает в Сансет Вэлли. Когда игрок загружает городок, ему доступны два режима: «Настройка игры» и «Изменение города». Первый режим запускается по умолчанию в том случае, если игрок ещё не выбрал управляемую семью. В режиме настройки игры на участок можно поместить новую семью из выбранного списка, или создать новую в редакторе персонажей. Выбранная игроком семья по умолчанию станет управляемой в данном городке, даже если игрок находится в режиме редактора города. В режиме изменения города можно удалять и строить любые здания. Вместе с обновлением была добавлена возможность размещать пустые участки на равнинной локации и украшать её деревьями с уличными декорациями.
Возраст создаваемых персонажей может формироваться от малыша (англ. toddler) до старика. С помощью ползунков можно выбрать желаемый оттенок кожи от смуглого до бледного, а также есть широкий выбор причёсок, к которым можно выбирать любой цвет из доступной палитры. Помимо этого, редактор позволяет изменять черты лица и телосложение сима от толстого до худого и от мускулистого до слабого. Для каждого персонажа выбирается жизненная цель, к выполнению которой он будет стремиться в течение своей жизни, а также черты его характера, которые в будущем повлияют на поведение и желания сима. Однако жизненные цели не влияют на общий характер персонажа, как это было в The Sims 2
В базовой игре всего доступны 63 черты характера. Каждому персонажу можно выбрать по 5 черт, однако они не должны противоречить друг другу, например семьянин/детоненавистник или душа компании/одиночка. При создании сразу нескольких персонажей, игрок может образовать родственную связь между ними (например, брат и сестра, отец и сын) или брачные узы. У каждого персонажа в меню отношений можно посмотреть его семейное древо и увидеть всех родственников, в том числе и умерших. Готовую семью можно поселить на пустой или готовый участок; в семье не может быть больше восьми человек с питомцами.
Участки могут быть жилыми и общественными. Сим живёт на жилом участке и может посещать общественные места, например чтобы делать покупки или завести знакомства с новыми персонажами. В режиме покупки игрок может приобретать новую мебель или продавать имеющуюся. В режиме строительства игрок может строить дом или изменять рельеф участка. Однако режим строительства и покупки не доступен для участков, не принадлежащих управляемой семье. В режиме строительства и покупки игрок может изменять участок персонажа, обустраивать его. Однако возможность строительства и покупки новой мебели ограничена семейным бюджетом. Дома можно строить практически любого размера и формы, мебель также выполнена в разном стиле, от классики до минимализма. В третий симулятор внедрён инструмент создания стиля, позволяющий практически безгранично изменять текстуры объектов и их оттенки.

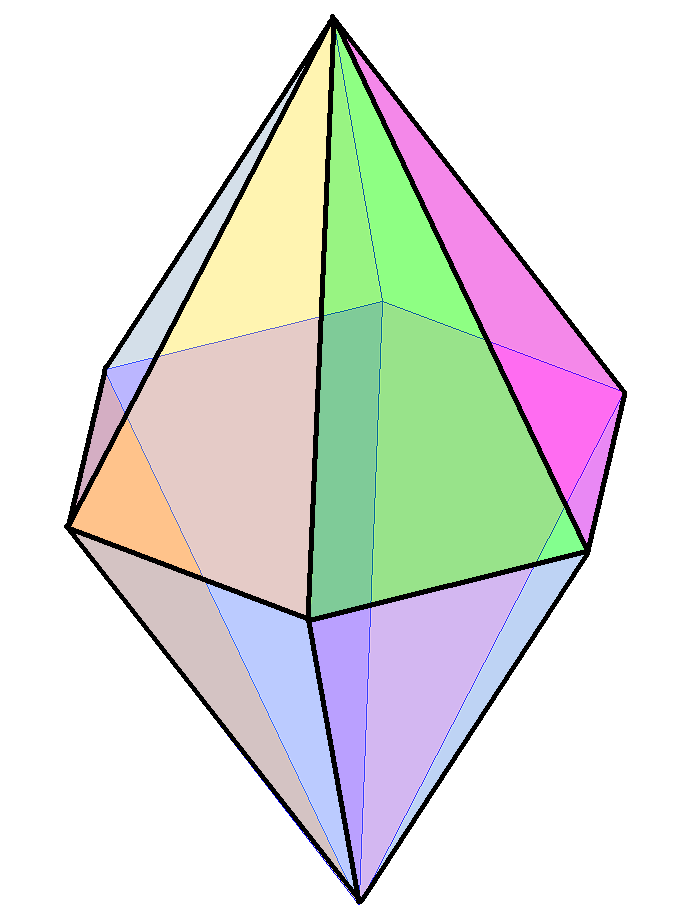
Над головой управляемого персонажа «висит» «пламбоб» — кристалл гексагональной бипирамидальной формы — цвет которого также отражает настроение персонажа

У каждого управляемого персонажа имеется шесть шкал потребностей, которые периодически необходимо восполнять. Самые важные из них: обеспечение пищей, поход в туалет и сон. Если не удовлетворять потребности персонажей, то они будут несчастными и даже могут умереть. На общее настроение персонажа влияют также его черты характера: например грязнуля не будет обращать внимание на помойку в доме, а технофоб занервничает при виде любой электроники. Также на настроение персонажа влияют события, происходящие вокруг него: так если персонаж, даже с полными шкалами потребностей потерпит неудачу в любви, будет уволен из работы или переживёт смерть родного — в любом случае будет ходить в подавленном настроении, и наоборот — голодный и усталый персонаж, только что исполнивший свою мечту, будет счастливым.
У каждого персонажа присутствуют желания, поэтому одна из основных задач игрока сводится к их выполнению, за что симы получают так называемые «баллы счастья», на которые, в свою очередь, можно приобрести разные награды, облегчающие жизнь персонажа, или дающие ему преимущества в общении. Наибольшее количество баллов счастья сим получает при исполнении своей жизненной цели. То, какими будут желания, зависит от того, с каким характером был создан персонаж и какая жизненная цель для него была избрана: художник будет всё время думать о картинах, а злодей — мечтать об очередных пакостях. Чтобы желания сима сбывались, необходимо совершать определённые действия, улучшать его навыки и укреплять связи с другими персонажами.
В игре доступно множество социальных взаимодействий с разными персонажами: от простой дружбы и романтики до открытой вражды. Отношения у персонажей начинаются с «нейтральных»; чтобы их улучшить, необходимо общаться с персонажем и осуществлять различные взаимодействия, следя при этом, чтобы они соответствовали уровню развития отношений. Например, если попытаться обнять или поцеловать едва знакомого персонажа, он, скорее всего, откажет ему и отношения заметно ухудшатся. Персонаж может намеренно оскорблять другого сима, при достижении достаточно плохих отношений можно устроить драку. Также на отношение влияют черты характера: если персонажи будут обладать противоположными чертами, что это заметно усложнит их общение. Вредному или злому персонажу по умолчанию будет сложнее подружиться с кем-либо.
Другая цель игрока заключается в пополнении семейных сбережений управляемой семьи, для чего персонаж должен устроиться на работу. Каждая профессия разделена на 10 ступеней, и персонаж начинает свою карьеру с низшей должности, имея небольшую почасовую зарплату. В игре используется вымышленная валюта, которая называется симолеон. Для продвижения по карьерной лестнице персонаж должен развивать навыки, приходить на работу в хорошем настроении и улучшать отношения с коллегами. При достижении вершины карьеры персонажу становятся доступны уникальные взаимодействия.

### Сравнение с The Sims 2

Открытый мир — главное отличие третьей части от The Sims 2

The Sims 3 наделена рядом очевидных новшеств и преимуществ в сравнение с The Sims 2. Прежде всего это открытый игровой мир, позволяющий перемещаться по городку без экранов загрузки. Тем не менее, могут наблюдаться проблемы с производительностью, которые зачастую удаётся решить путём изменения настроек качества изображения на минимальные. Второе основное новшество — инструмент изменения стиля, позволяющий перекрашивать любые объекты в одну из сотен доступных текстур вместо ограниченного выбора доступных расцветок. Ползунки позволяют также подбирать желаемый оттенок кожи и любой цвет для волос и глаз.
Игра впервые предлагает так называемые «кроличьи норы», куда персонаж заходит и внутри за его действиями больше нельзя наблюдать. В отличие от второй части, где время текло только для управляемой игроком семьёй, в The Sims 3 время течёт параллельно для всех жителей, то есть соседи уезжают, умирают, женятся и рожают детей. Третья часть предлагает ряд визуальных улучшений, например колышущиеся растения, плавную смену суток — наблюдение за рассветом, закатом вместо резкой смены дня и ночи из The Sims 2. Также в The Sims 2 все уличные растения колышутся. Детализация персонажей также была заметно улучшена, у них отсутствуют резкие углы, как в The Sims 2, но при этом детализация мебели и объектов стала немного проще
Система настроения персонажа была усовершенствована, чтобы на счастье сима влияло не только удовлетворение базовых потребностей, но и так называемые мудлеты, получаемые после какого либо действия или события, это положительные, так и отрицательные мудлеты. Система желаний и страхов была изменена и в третьей части были оставлены только желания, которые игрок может удалять.

## Разработка игры

### Концепция
Основным преимуществом The Sims 3 должен был стать открытый игровой мир, которого были лишены The Sims и The Sims 2 даже при наличии гораздо большего игрового материала за счёт выпущенных дополнений. Мэтт Браун, член команды разработчиков образно выразилсяː «Больше никаких хомячьих клеток». Сам Род Хамбл признался, что «лоскутный мир» в The Sims 2 был её самым серьёзным недостатком. The Sims Studio начала работать над концепцией открытого виртуального мира — её сложность состояла в том, чтобы виртуальные люди могли правильно взаимодействовать с другими персонажами и с городом в целом. Другая проблема заключалась в том, что новый симулятор с открытым игровым миром мог бы стать большим бременем для оперативной памяти простых компьютеров.

Один из ранних концепт артов, показывающий идею открытого игрового мира и проработанной анимации окружающей среды

Идея о создании открытого игрового мира существовала среди команды The Sims Studio ещё до создания The Sims 2, однако от неё было решено сразу отказаться и сделать преимуществом будущей третьей части, так как основная сложность в разработке The Sims 2 заключалась в создании качественной графики и анимации, что ещё тогда было первым опытом для команды. По словам разработчиков, одновременная работа над графикой и открытым миром привела бы к острой нехватке времени с выделенными ресурсами, что сказалось бы плохо на общем качестве игры и могло стать причиной её провала. С технической точки зрения, задача разработчиков заключалась в расширении единственного участка до целого района. Другим нововведением должен был стать усовершенствованный интеллект персонажей (система характера и взаимоотношений были полностью переработаны) и более естественное окружающее пространство. По словам Рода Хамбла, на команду разработчиков была возложена большая ответственность — создать хорошую и интересную игру, так как EA Games рассчитывала получать от будущего симулятора наибольшие денежные доходы.
Перед разработкой, команда решила в течение нескольких месяцев пообщаться с некоторыми игроками, чтобы лучше понять, что больше всего им нравилось и не нравилось в предыдущих частях The Sims, и какие нововведения фанаты желают видеть в базовом геймплее третьего симулятора. В одном из интервью Род Хамбл признался, что до 80 % — 90 % всех идей, воплощаемых в игре, были когда-то предложены фанатами. Разработчики регулярно читают комментарии, оставленные в многочисленных фанатских интернет-сообществах или сами же связываются с некоторыми игроками. По словам Рода Хамбла, фанатская аудитория The Sims сильно отличается от аудитории большинства игрː прежде всего меньшей агрессией, здоровой атмосферой, царящей внутри сообщества и большой долей творческих личностей. Бен Белл, руководитель проекта The Sims 3 поделил игроков условно на 4 категорииː тех, кто любит развивать истории персонажей; любящих строить дома; экспериментаторов — любителей создавать неприятные ситуации для персонажей и стремящихся к достижению игровых целей. Разработчикам приятно видеть, как игроки делают множество интересных зданий и персонажей, а также с помощью сторонних программ, создают тысячи дополнительных материалов, делающих симулятор красивее и интереснее. Особый интерес команда Maxis проявляет к разным машинимам, создаваемым на основе видео из The Sims, хотя сделать качественное и интересное видео крайне сложно, некоторые видео-ролики стали шедеврами и были просмотрены сотнями тысяч человек. Род Хамбл лично отметил, что для Maxis очень важно, чтобы симулятор продолжал оставаться полем творчества для тысячи игроков и поэтому в The Sims 3 было уделено особое внимание инструментам строительства и изменения персонажа.

### Процесс разработки
Разработка The Sims 3 велась в студии The Sims Studio, в городе Редвуд-Сити, расположенном в округе Сан-Матео штата Калифорнии под руководством Рода Хамбла в течение трёх лет, это также первая игра серии The Sims, в создании которой не участвовал Уилл Райт — основоположник серии, ушедший ранее из-за разногласий с EA Games, относительно ценовой политики The Sims 2.

Изображение из ранней, двухмерной версии игры, в процессе её разработки

При работе над базовым игровым процессом и поведением симов в условиях открытого мира, были использованы двухмерные модели персонажей и зданий без анимации для более быстрой работы с компьютерами и экономии времени. Разработчики занимались одновременно несколькими разными моделями поведения персонажей, большинство из которых в конечном счёте не оправдали себя и стали причиной возникновения забавных или даже тупиковых сценариев, связанных с взаимоотношениями персонажей, некоторые прототипы не «доживали и двух дней». Например одна из главных проблем заключалась в «эффекте толпы», чтобы персонажи, в больших количествах могли правильно перемещаться по тротуару и пропускать друг друга, однако по словам Рода Хамбла, благодаря работе над подобными ошибкам и недочётами, разработчикам удалось усовершенствовать прототип геймплея и устранить множество недостатков, которые с первого взгляда невозможно было бы заметить. Например возникновение ситуации, когда персонаж отсутствует на работе, а его неубранная книга лежит на полу, что непременно начнёт раздражать игрока, так как он захочет убрать её без помощи персонажа. В результате в игру было решено внедрить инструмент «живого перемещения», позволяющий с помощью захвата мышкой перетаскивать некоторые объекты в режиме жизни, например перемещать старую газету в мусорный бак, не задействовав при этом сима.
Во время работы над игрой, команда создавала сотни ситуаций внутри маленького общества виртуальных людей, например, как будет жить и взаимодействовать персонаж с остальными, если в городке все его ненавидят, или же наоборот, уважают и боготворят. Помимо этого, разработчики изучали и улучшали разные эмоциональные реакции симов, стараясь сделать их как можно ближе к человеческим. Например, один из экспериментов включал в себя небольшое пространство с большим количеством персонажей в нескольких комнатах. В каждой комнате может находиться по одному симу, привлекающего к себе внимание других персонажей. В процессе эксперимента в одной комнате могли появляться 2 сима, в результате они начинали бороться друг с другом за внимание остальных, что в зависимости от личных качеств противников, иногда могло кончаться драматическими последствиями. В иной ситуации персонаж не знал, к какой группе он может примкнуть и начинал метаться из стороны в сторону. Иногда команда развлекалась, и создавала примечательные ситуации, например устраивая «охоту на ведьм», делая одного персонажа условно «ведьмой», а другие симы должны были преследовать или избегать данного персонажа. Для этого задавались параметры дискриминации, после чего персонажи могли сами находить среди других симов тех, кто подходит под определение «ведьмы», и начинать самостоятельно навешивать ярлыки. По словам команды, несмотря на «очевидную глупость эксперимента», даже такие вещи помогали выявить новые социологические аспекты симов, и улучшить взаимоотношения личности и общества в созданном виртуальном мире симулятора.
Двухмерный прототип симулятора включал в себя примерно 60 разных участков, во многих из которых жила определённая семья. Ещё при создании двухмерной игры, команда дизайнеров уже активно занималась созданием графического трёхмерного движка будущего симулятора. Так как работа над прототипом затрагивала лишь «режим жизни персонажей», то дизайнеры были сосредоточены на создании редактора строительства участка и других инструментов, позволяющих изменять покраску объектов, одежды, внешность симов и других вещей. Когда разработка игры была завершена, команда The Sims Studio были очень довольна еюː Род Хамбл лично упомянул, что симулятор можно было бы уже выпускать и многим игрокам он бы понравился. Помимо этого Хамбл упоминал, что в базовой игре можно будет жить в квартирах, однако в выпущенном симуляторе такая возможность отсутствовала и позже была добавлена с дополнением «The Sims 3: В сумерках». Команда The Sims Studios помимо всего, хотела внедрить в The Sims 3 функцию многопользовательской игры, позволяющей в режиме реального времени играть вместе с симами других игроков, однако впоследствии было решено отказаться от данной идеи.
Одна из главных целей разработчиков заключалась в придании новой игре реалистичности окружающего мира, хотя такие попытки были частично воплощены в некоторых дополнениях для The Sims 2, например The Sims 2: Времена года и The Sims 2: Увлечения, а также в создании условий, при которых игрок больше не будет вынужден следить большую часть времени за базовыми потребностями персонажа. Чтобы сделать геймплей интереснее, было решено ввести систему заданий-квестов, за выполнение которых персонаж может получить разные награды. Когда игра проходила бета-тестирование, команда приглашала в свою студию множество игроков The Sims 2, чтобы те могли указать на недостатки нового симулятора и выявить в ней недочёты, не замеченные разработчиками. Впоследствии было решено ещё больше сократить время загрузки симулятора и значительно расширить опцию, позволяющую изменять цвет игровых объектов почти до безграничности, используя встроенную палитру «Color Picker». Уилл Райт, предыдущий геймдизайнер игр-симуляторов, перед уходом желал, чтобы в третьей части оставили 99 % мебели и декора из The Sims 2, в результате разработчики решили оставить некоторые предметы из предыдущей части.
В третьей части команда разработчиков ввела возможность изменять вес персонажаː от тощего, до тучного, при этом команда исключила возможность насмешек над слишком худым или толстым симом, сделав это лишь внешним качеством, не влияющим на игровой процесс, так как по словам разработчиков, они не ставили перед собой цель «надсмехаться над весом». При создании анимации персонажей, была использована техника захвата движения, для которых позировали дизайнеры и разработчики симулятора, после чего на основе оцифрованного видео на компьютере создавались готовые движения персонажей. Вначале, по многочисленным желаниям фанатов, симулятор было решено сделать эротичнее и «раскрепощённее» по сравнению с The Sims 2, однако впоследствии разработчики воздержались от идеи, так как игра могла бы получить взрослые рейтинги, что в свою очередь оттолкнуло бы множество игроков-детей от покупки будущего симулятора или повлекло бы за собой вероятные скандалы.
Учитывая пожелания игроков, разработчики решили также больше сосредоточиться на разных видах смерти и особенно призраках, если во второй части игры, призраки представляли собой эфемерные существа, которых сим не мог сам заметить, то в третьей части персонаж после смерти как бы переживает «реинкарнацию», а самих призраков было решено сделать «очень живыми», до такой степени, что ими можно управлять и заводить от них детей. Несмотря на это, во время разработки третей части, среди фанатов поползли слухи, что из новой игры вовсе могут исключить все виды смерти из соображений жестокости, однако слухи были неоправданными.

### Искусственный интеллект
Работая над искусственным интеллектом симов, разработчики стремились преуменьшить роль влияния базовых потребностей на настроение у симов. Если в первых играх The Sims, настроение виртуальных людей всецело зависело от индикаторов потребностей, то в The Sims 3 отныне не меньшую роль играли окружающие события, происходящие вокруг сима и его личный характер и реакция на события. Например это успех на работе, самореализация, общение с другими персонажами, статус и прочее. За образец разработчики взяли пирамиду потребностей по Маслоу. Было также решено смягчить сами потребности, чтобы они не падали так быстро, их количество было сокращено с восьми до шести.
Разработчики хотели, чтобы игрок в качестве основного приоритета развивал сима, например продвигал по карьерной лестнице или развивал художественные навыки вместо того, чтобы постоянно думать о потребностях. Было решено полностью переработать систему характеров персонажа, и избавится от так называемых «шкал личности», так как при наличии данных шкал, можно было задействовать малое количество уникальных движений, привязанных к определённым чертам характера. Другой причиной в пользу отказа от шкал личностей послужил факт их «размытости», например разница между 2 и 3 баллами из 10-ти в шкале «неряха-чистюля» была настолько незначительной, что в общем игроки не замечали изменений в поведении сима, из-за чего многие пользователи часто сами не понимали, как создать персонажа с желаемым характером и искали ответы на вопросы в интернете, в частности на любительских сайтах и форумах, посвящённых игре The Sims. При создании The Sims 3, Рей Мазза — один из разработчиков симулятора, изучал героев из кинодраматургии и заметил, что они часто обладают индивидуальными и неповторимыми чертами личности, то есть нет никакой «размытости». Впоследствии было решено создать множество разных черт характера, не привязанных к шкалам, каждая из которых должна была отличаться своей уникальными качествами. Прототипом для этого также послужили черты характера питомцев из The Sims 2, где животные, при дрессировке приобретали новые качества, такие, как например «не писать дома», «быть дружелюбным», «не кусаться», и т. д.. В итоге в игру были добавлены 63 черты характера.

Потребности персонажей были усовершенствованы, за основу была взята пирамида потребностей по Маслоу

Для того, чтобы создать основной список черт характера, был проведён опрос среди выбранного круга людей. Каждый из группы отвечал, какими предполагаемыми качествами он обладает. Другие черты характера разработчики добавили, будучи вдохновлёнными поступками некоторых героев из телесериалов: например черты характера «бережливый» и «попрошайка» были переняты у персонажа Джорджа Костанзы из телесериала Сайнфелд, в частности из эпизода, где Джордж перед своей свадьбой решает купить самые дешёвые пригласительные открытки и в результате его невеста умирает, после того, как слишком много слизала ядовитого клея с открыток. Вдохновителем для черты характера «злой» послужил персонаж из мультсериала «Симпсоны» — Мистер Бёрнс, который всеми способами стремится увеличить своё денежное состоянии и не гнушается ради этого прибегнуть к самым жестоким и бесчеловечным методам.
После того, как общий список личностей был составлен, разработчики пришли к выводу, что некоторые черты характера противоречат друг другу, что в будущем может вызвать конфликт в действиях персонажей. Поэтому было решено ввести ограничение в выборе характеров, например злой персонаж не может одновременно быть добрым, а одиночка — душой компании. Некоторые черты характера были слишком похожими друг на друга и их было решено соединить, такие, как например уверенный и отважный. Сначала в симулятор было решено ввести систему баллов, так например за положительные черты характера отнимались баллы, а за отрицательные — обратно возвращались. Таким образом игрок мог дать персонажу безграничное количество черт характера, при условии, что половина из них будут плохими. Впоследствии разработчики пришли к выводу, что это слишком жестокий подход и решили исключить систему баллов, давая возможность игроку по своему желанию выбирать черты характера, но так как по словам Рея Маззы, игроки часто склонны злоупотреблять в ситуациях, где нет ограничений, было решено ограничить общее количество доступных черт характера для каждого персонажа до пяти. В игру планировалось добавить черту характера — дальтоник, при этом игрок мог бы сам настраивать те цвета, которые сим не может видеть. Позже, при управлении персонажем-дальтоником, игровой мир перекрашивался бы в те цвета, которые видит сам сим. Впоследствии от такой особенности было решено отказаться из-за технических трудностей.
Помимо этого было решено внедрить несколько новых типов отношений между симами, образующих чёткую грань между дружбой и любовью, в отличие от The Sims и The Sims 2, где технически любовные отношения были подвидом дружественных, чтобы избежать распространённой ошибки из предыдущих частей, когда сим мог внезапно стать любовником старого друга, случайно использовав одно романтическое взаимоотношение.

## Версии и выпуски

### Персональные компьютеры
Впервые о предположительной разработке третьей части симулятора стало известно в 2006 году, в результате информационных утечек. Слухи были официально подтверждены в 2007 году с намёком более «свободное» передвижение персонажей, а также о сокращении команды разработчиков дополнений к The Sims 2. Игру планировалось выпустить к началу 2009 года. В предпоследнем дополнении The Sims 2 — Увлечения, к каждому участку с управляемой семьёй один раз подходил персонаж по имени Род Хамбл, оставляя в подарок компьютер с рекламой The Sims 3. Позже реклама третьего симулятора также появилась в Spore и The Sims 2: Переезд в квартиру. Официальный анонс о предстоящем выпуске игры состоялся 19 марта 2008 года. После анонса в марте 2008 года был открыт официальный сайт, посвящённый третьей части симулятора, сообщавший о возможности игроку оформить VIP-подписку, чтобы получать в первую очередь эксклюзивные предметы. В итоге разработчики не ввели подписку. Посетитель при регистрации мог выбрать себе виртуального сима — Сим-приятеля, который путешествовал по сайту вместе с пользователем и рассказывал об игровом процессе. Также разработчиками была бесплатно выпущена мини-игра SimСоциум, где игрок может управлять поступками персонажа. 8 мая было объявлено, что разработчики закончили стадию бета-тестирования симулятора. 15 июля того же года в интернете, неизвестным источником были опубликованы 7 изображений из игры, 4 из которых были вскоре удалены, однако к тому моменту копии изображений появились во множестве других сайтов и форумов.

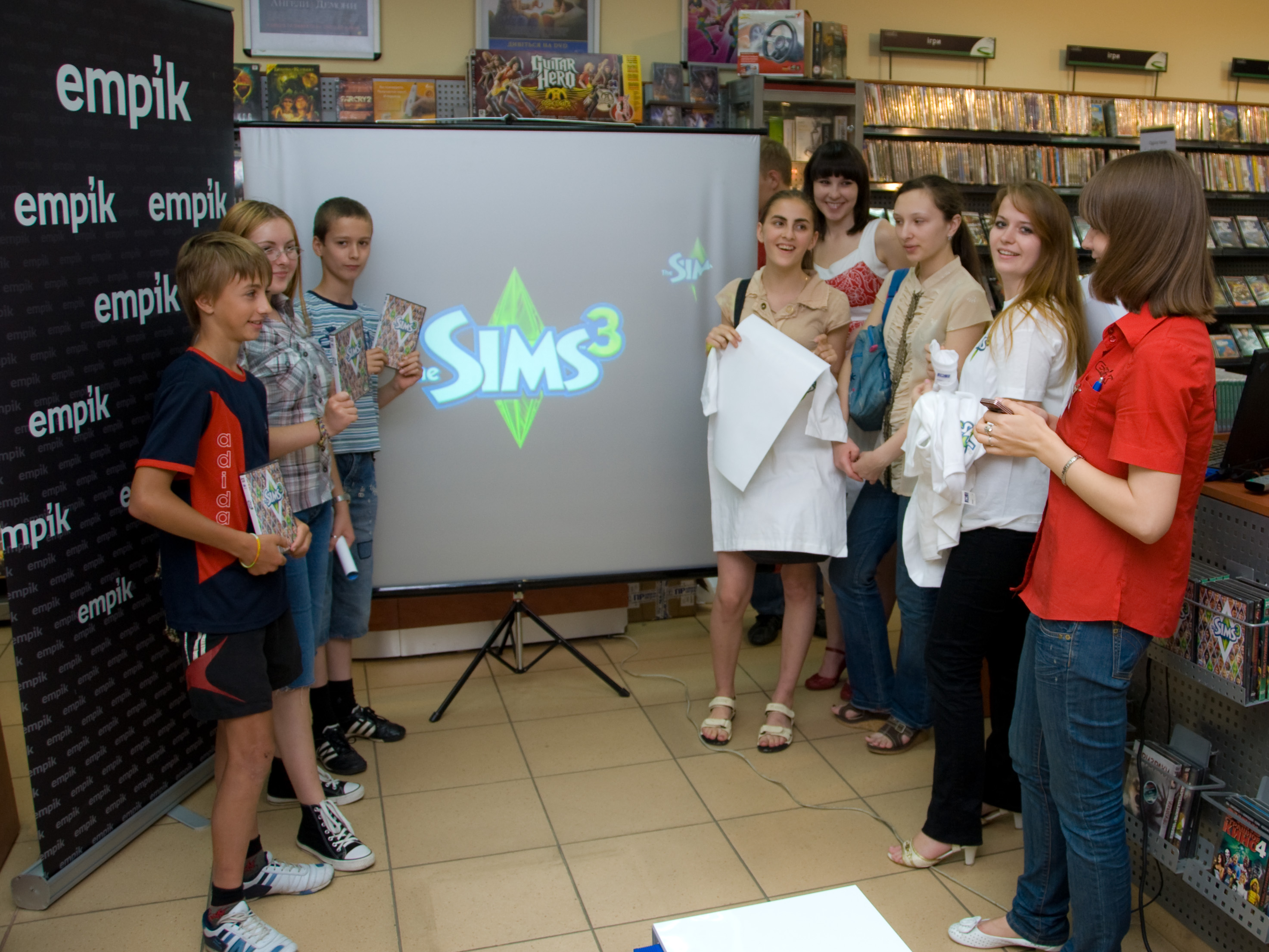
Торжественный запуск продаж The Sims 3 в магазине, Киев, Украина

Некоторые игроки после просмотра изображений будущего симулятора высказывали опасения, что показанный там город — это лишь «потёмкинская деревня», однако разработчики опровергли слухи после того, как представители EA Games на закрытой встречи продемонстрировали элементы геймплея. Также пользователи выражали опасения по поводу технической защиты авторских прав — DRM, из-за которой игроки Spore — предыдущей новинки от студии Maxis столкнулись с рядом проблем. Род Хамбл лично пообещал, что у игры будет такая же лицензия, как и у второго симулятора, то есть требующая для запуска The Sims 3 лицензионный диск с неограниченным количеством установок.

Упаковка издания The Sims 3: Коллекционное издание, предлагающее ряд аксессуаров и бонусных объектов к игре

The Sims 3 была продемонстрирована на выставке Electronic Entertainment Expo в 2008 году, где заняла 4-е место в списке самых ожидаемых игр. На выставке был показан первый официальный трейлер к игре, демонстрирующий дом холостяка, одиноко стоящий посреди пустой локации (типичный недостаток из The Sims 2). Когда житель дома выходит на улицу, он к своему удивлению замечает, что находится посреди жилого квартала, видя многочисленных соседей, занимающихся разными делами на своих участках, гуляющих по тротуарам и пешком отправляющихся в центр города. Новый ролик сильно впечатлил многих игроков, особенно фанатов The Sims 2. В августе 2008 года EA Games объявила, что официальная дата выпуска The Sims 3 состоится 20 февраля 2009 года, и помимо обычного издания параллельно будет выпускаться более дорогое «The Sims 3:Коллекционное издание», включающее в себя также несколько коллекционных предметов. Однако дата выхода была перенесена на 2 июня того же года. Разработчики объяснили перенос необходимостью доработать игру и дополнительно протестировать её на наличие ошибок и недочётов, так как EA Games сделала огромную ставку на предстоящие высокие доходы от продажи The Sims 3. 21 августа 2008 года демоверсия игры была представлена в Лейпциге, Германии, на мероприятии — Games Convention, где посетители могли опробовать игровой процесс симулятора.
The Sims 3 была выпущена 2 июля 2009 года для операционных систем Windows и Mac OS. Выпуск симулятора торжественно состоялся в Сингапуре, при поддержке филиала EA Games в новом торговом центре Mall Lluma. Ранняя версия игры содержала в себе множество ошибок и глюков, например тело ребёнка внезапно приобретало нечеловеческую форму, а персонажи могли часто «застревать в текстурах». В некоторых странах симулятор выпускался под другими названиями: так например в Германии игра вышла под названием Die Sims 3, в Испании, как Los Sims 3, Франции — Les Sims 3, Голландии, — De Sims 3, Японии — Дзя Симудзу 3 (яп. ザ・シムズ3 ), Южной Корее — Симджы 3 (кор. 심즈 3) и Китае под названием Мони Шиминь (кит. упр. 模擬市民3). В России игра вышла 5 июля 2009 года под рейтингом 12+. Русской локализацией занималась компания СофтКлаб. Выход The Sims 3 состоялся в магазине «Хитзона» в торговом центре «Европейский» в 18:30 и сопровождался музыкальным телешоу The Sims 3: Жизнь по твоим правилам! В России, как и в США, выпуск игры сопровождался простым и коллекционным изданиями и в массовую продажу игра поступила 4 июня в сеть Магазинов MediaMarkt в Москве, Санкт-Петербурге и Ростове-на-Дону, на день раньше общероссийского релиза. За четыре следующих года к The Sims 3 выло выпущено 11 дополнений, первое из которых The Sims 3: Мир приключений (англ. The Sims 3: World Adventures) было выпущено 17 ноября 2009 года, а последнееː The Sims 3: Вперёд в будущее (англ. The Sims 3: Into the Future) — 22 октября 2013 года, помимо этого к игре были выпущены 9 каталогов и особые издания с городками. Также к симулятору было выпущено множество разных сборников. Известно, что в одном из дополнений разработчики собирались добавить супергероев, впоследствии идея была частично воплощена в карьере детектива одного из дополнений.
В январе 2011 года The Sims 3 стала доступной для покупки в онлайн-магазине Steam, где также можно было сразу купить сборник The Sims 3: Ultimate Bundle, включающий в себя 3 первых дополнения и 2 каталога.
В октябре 2019 года разработчиками в Origin была выпущена 64-x битная версия игры c поддержкой API Metal для пользователей Mac.

### Для телефонов
В 2009—2010-х годах был создан ряд Java ME-игр для сотовых телефонов, которые представляют собой простые игры в изометрической графике, стилизованные под The Sims 3 и её дополнения, но с сильно упрощённым геймплеем. 22 мая 2009 года была выпущена мобильная версия The Sims 3, созданная на платформе Java для мобильных телефонов. Игрок должен управлять персонажем, удовлетворять его базовые потребности, повышать навыки, обустраивать дом и знакомиться с новыми персонажами. Вторая игра — The Sims 3: Ambitions была выпущена 12 апреля 2010 года, игрок должен выбрать для персонажа подходящую профессию (супер-звезда, артист, спортсмен и дизайнер) и напрямую управлять им во время работы. В игре доступен широкий выбор одежды, есть также множество квестов и мини-игр. 2 ноября 2010 года была выпущена игра под названием The Sims 3: World Adventures, где персонаж может отправиться в Китай, Египет или Францию, проходя там разные квесты. В симуляторе нужно исполнить в общей сложности 50 разных целей, также тут доступны 4 мини-игры. Четвёртая игра — The Sims 3: Supernatural была выпущена 29 июня 2012 года. Игра предлагает мини-квесты, связанные со сверх-естественными силами, аксессуары волшебной и готической тематики, а также новая возможность обзавестись полноценной семьёй. Последний мобильный симулятор The Sims 3: Winter Edition был выпущен 29 ноября 2013 года и представляет заснеженный городок в канун рождества.
По данным абонентов украинских операторов мобильной связи «Киевстар» и Djuice в 2010 году, мобильная версия The Sims 3 заняла второе место по количеству скачиваний, уступив лишь место игре Гарри Поттер и дары смерти и опередив Need for Speed: Hot Pursuit.

### Для iOS, Android и Symbian
Впервые данные о предстоящем выпуске The Sims 3 для устройств iPhone и iPod Touch появились ещё до выпуска оригинальной игры в феврале 2009 года, также стало известно, что её можно будет платно скачать в App Store. Позже за отдельную плату, можно будет устанавливать дополнительные объекты и расширения к игре. В марте 2009 года игра наравне с Command & Conquer, возглавила список самых ожидаемых игр для смартфонов.

Игровой процесс мобильной версии The Sims 3

The Sims 3 для iPhone и iPod Touch была выпущена 2 июня 2009 года в день выпуска основного симулятора для ПК. Разработкой игры занимались студии IronMonkey Studios и The Sims Studio. Игра получила в общем высокую оценку от сообщества — 7,5 из 10. The Sims 3 доступна на 8 языках (без поддержки русского) и по ранним оценкам App Store получила рейтинг 3,5 из 5, который позже однако опустился до 2,5-ти. 18 декабря 2010 года симулятор вышел для операционной системы Android. Оценки сообщества были тоже низкими и составляли 5,5 из 10, a 18 апреля, игра стала доступна для владельцев телефонов под управлением Symbian OS. Симулятор имеет сильно упрощённую графику, но как и основная игра, даёт возможность персонажу свободно перемещаться по городу. Игрок должен удовлетворять базовые потребности персонажа, зарабатывать на жизнь и знакомиться с новыми симами. Также симулятор включает в себя 4 мини-игры — рыбалка, садоводство, готовка и режим строительства дома. В игру внедрены стерео-колонки, которые можно купить в режиме строительства, таким образом давая возможность игроку слушать музыку из игры. The Sims 3 заняла 8 место в списке самых кассовых игр для iPhone/iPod Touch.
13 декабря 2011 года для iPhone и iPad была выпущена условно-бесплатная игра The Sims FreePlay с поддержкой русского языка, имеющая тот же игровой движок, что и The Sims 3 Mobile для смартфонов. Хотя новый симулятор можно скачать бесплатно, но за счёт дополнительной платы, для игрока становятся доступны новые объекты, аксессуары и прочее. Игрок должен управлять 16 симами в одном городке. К игре начиная с 2012 года, выходило множество обновлений — дополнений, первое из которых Gets A Valentine’s Day вышло в феврале 2012 года.

### Для игровых приставок
В апреле 2010 года компания Electronic Arts объявила о предстоящем выпуске версии игры для игровых приставок, также стало известно, что игроки смогут делиться своими созданными персонажами и зданиями с другими пользователями через специальные службы обмена, поддерживаемые консольными устройствами. Пользователи Nintendo 3DS для игры должны использовать стилус.
The Sims 3 была выпущена для ряда игровых приставок, 26 октября 2010 года для PlayStation 3, Xbox 360, Wii, Nintendo DS и 25 марта 2011 года для Nintendo 3DS. Симуляторы для PS3, Xbox и Wii основаны на игровом движке игры для ПК, в отличие от консольной версии The Sims 2, чей игровой движок был создан с нуля для приспособления к графическим требованиям игровых приставок шестого поколения. Несмотря на это, версия The Sims 3 для Wii имеет заметно упрощённую графику, что в общем плохо сказалось на её отзывах, однако взамен, в The Sims 3 были добавлены погодные условия и новые карьеры. Версия симулятора для Nintendo 3DS имеет упрощённый геймплей с графикой. Например количество созданных персонажей ограничивается одним человеком. На консолях можно было обмениваться созданными домами и персонажами через сервера загрузок XBLA и PSN. Приставочная версия вводит карму, которая может положительно или отрицательно воздействовать на сима, например ускорять развитие навыков, чинить его сломанные предметы, или же вызывать землетрясения и стать причиной смерти персонажа. Кармой нужно пользоваться осторожно, в противном случае это приведёт к трагическим последствиям. В полночь игрового времени происходит так называемый «час расплаты», который может принести персонажу новые бедствия, если игрок неосторожно использовал карму в последние игровые сутки. В России приставочная игра вышла 18 ноября для Xbox 360, 28 октября для PlayStation 3 и 15 ноября для Wii 2010 года. Русской локализацией занималась компания СофтКлаб. Также выход симулятора для Nintendo 3DS состоялся одновременно с самим портативным устройством 25 марта 2011 года в России и Европе. The Sims 3 наряду с другими 12 играми вошла в стартовую линейку, выпускающуюся для Nintendo в России, в Европе в стартовую линейку помимо симулятора вошли более 25 игр.
18 октября 2010 года для PS3, Xbox 360 и 18 октября 2011 года для Nintendo 3DS была выпущена игра с расширением The Sims 3: Pets, где игрок должен ухаживать за питомцами и улучшать их навыки.

## Расширения

### Каталоги
Добавляют в игру набор новых объектов, но не изменяют основной геймплей.

### Дополнения
Представляют собой игровые дополнения, значительно расширяющие геймплей основной игры, а также добавляющие множество дополнительных объектов и новые города.
| Название                                                           | Дата выхода для Windows и Мас OS                                | Рейтинг дополнения по версии сайта Metacritic | Состав |
| ------------------------------------------------------------------ | --------------------------------------------------------------- | --------------------------------------------- | --- |
| The Sims 3: Мир приключений (англ. The World Adventures)           | 17 ноября 2009 18 ноября 2009 20 ноября 2009 21 января 2010     | 81/100                                        | В дополнении у персонажей появилась возможность отправиться в Египет, Китай или Францию. В игре существует некое подобие квестов — приключения. В приключениях персонажи могут исследовать катакомбы, проходить ловушки, находить разнообразные артефакты и сталкиваться с ожившими мумиями. |
| The Sims 3: Карьера (англ. The Sims 3: Ambitions)                  | 1 июня 2010 2 июня 2010 4 июня 2010 24 июня 2010                | 74/100                                        | В дополнении появились полностью управляемые профессииː пожарный, архитектурный дизайнер, врач-активист, стилист, сыщик и охотник за привидениями и также были добавлены новые навыки, такие как изобретательство и создание скульптур. |
| The Sims 3: В сумерках (англ. The Sims 3:Late Night)               | 26 октября 2010 28 октября 2010 29 октября 2010 18 ноября 2010  | 74/100                                        | В третьем дополнении появилась возможность развлекаться в ночных клубах, ходить по барам, завести свою собственную музыкальную группу, встречать знаменитостей и самим стать известным. Дополнение добавляет мегаполис под названием Бриджпорт, где игрок может снять в квартиру в многоэтажном доме и жить там. |
| The Sims 3: Все возрасты (англ. The Generations)                   | 31 мая 2011 2 июня 2011 3 июня 2011 2 июля 2011                 | 70/100                                        | Четвёртое дополнение добавляет в игру разные особенности для каждого возраста, что делает жизнь симов более подробной и реалистичной. Появились новые праздники. Симы могут записывать свои воспоминания в альбом, появилась возможность запечатлевать жизнь симов на видеокамеру, а потом смотреть по телевизору в кругу семьи. Появились школы-интернаты. Родители могут устроить детей во внешкольные кружки.                           |
| The Sims 3: Питомцы (англ. The Sims 3: Pets)                       | 18 октября 2011 20 октября 2011 21 октября 2011 17 ноября 2011  | 79/100                                        | Пятое дополнение The Sims 3 «Питомцы» добавляет в игру животных: лошадей, собак, единорогов, кошек, ящериц, попугаев, черепах и т. д. В редакторе персонажа можно создать собаку, кошку и коня. Затем жить с ними, ухаживать за животными, дрессировать. Также симы могут обзаводиться мелкими зверьками, например хомяками или птицами.                                                                                                   |
| The Sims 3: Шоу-Бизнес (англ. The Sims 3: Showtime)                | 6 марта 2012 8 марта 2012 8 марта 2012 9 марта 2012             | 67/100                                        | В шестом дополнении персонаж сможет стать суперзвездой и прославиться, выступая певцом, или же выполняя сложные акробатические трюки. В игре появился ряд новых социальных опций, например — СимПорт, с помощью которого игрок сможет отправить своего сима в игру своим реальным друзьям. |
| The Sims 3: Сверхъестественное (англ. The Sims 3: Supernatural)    | 4 сентября 2012 6 сентября 2012 6 сентября 2012 6 сентября 2012 | 74/100                                        | В дополнении появились новые существа: оборотни, ведьмы, феи, вампиры, зомби. Появилась возможность приготовить десятки различных эликсиров и зелий, которые могут превратить персонажей в зомби или в золото. Появилась новая профессия гадалки. |
| The Sims 3: Времена года (англ. The Sims 3:Seasons)                | 13 ноября 2012 15 ноября 2012 15 ноября 2012 16 ноября 2012     | 73/100                                        | В восьмом дополнении появились погодные и климатические изменения: четыре времени года, осадки в виде ливней, дождей и снега, а также высокие и низкие температуры. В игре появляется система праздников (аналог Рождества, Хэллоуина и так далее.) |
| The Sims 3: Студенческая жизнь (англ. The Sims 3: University Life) | 5 марта 2013 5 марта 2013 7 марта 2013 7 марта 2013             | 72/100                                        | В этом дополнении молодые персонажи могут получить высшее образование, чтобы позже легче добиться существенного карьерного роста в любой профессии. В игре появляется классический университетский городок, состоящий из учебных университетов и общежитий, где персонаж должен жить по соседству с другими студентами. В университете есть своя спортивная команда с талисманом.                                                          |
| The Sims 3: Райские острова (англ. The Sims 3: Island Paradise)    | 25 июня 2013 26 июня 2013 27 июня 2013 28 июня 2013             | 73/100                                        | Симы могут построить плавучие дома-лодки и отправиться на поиски неизведанных островов, создавать, покупать и управлять курортами или исследовать подводные глубины с помощью новых навыков подводного плавания с аквалангом и сноркелинга. В водах у острова водится морское чудовище. |
| The Sims 3: Вперед в будущее (англ. The Sims 3: Into the Future)   | 22 октября 2013 24 октября 2013 25 октября 2013 24 октября 2013 | 80/100                                        | В последнем дополнении персонаж через портал времени может отправиться в будущее, где уровень технологий гораздо сильнее развит, также в игре становятся доступными многие уникальные взаимодействия, как перемещаться на летающей доске или в реактивном ранце, путешествовать монорельсом, «труболифтом» или примерять привлекательные футуристические прически и наряды. Также в городке будущего живут потомки управляемого персонажа. |

### Загружаемые города
Помимо дополнений и каталогов, студия Maxis выпускала для The Sims 3 отдельно города, которые можно либо приобрести за симпоинты, или купить коробку с ключом внутри, который надо было ввести на официальном сайте The Sims 3, после чего город становился доступным для загрузки и установки в игру. Город также включает в себя небольшое количество эксклюзивных предметов.
| Название города                                                | Дата выхода издания для Windows и Mac | Состав |
| -------------------------------------------------------------- | ------------------------------------- | --- |
| The Sims 3: Барнакл Бэй (англ. The Sims 3: Barnacle Bay)       | 8 марта 2011                          | Городок представляет собой пляжный курорт, который когда-то был пиратской бухтой. На пляже стоит большой пиратский корабль, который могут посещать туристы и жители городка.                                                                              |
| The Sims 3: Хидден Спрингс (англ. The Sims 3: Hidden Springs)  | 4 августа 2011                        | Городок представляет собой горную местность с водопадами, где жители могут проходить лечебные процедуры в «волшебных» источниках. |
| The Sims 3: Лунар Лейкс (англ. The Sims 3: Lunar Lakes)        | 16 февраля 2012                       | Городок представляет собой человеческую колонию в иноземном мире, на которой растут уникальные формы жизни и расположены озера геометрической формы. |
| The Sims 3: Лаки Палмс (англ. The Sims 3: Lucky Palms)         | 18 июня 2012                          | Городок располагается среди горной пустынной местности и сам представляет собой небольшой зелёный оазис с большим количеством парков. |
| The Sims 3: Санлит Тайдс (англ. The Sims 3: Sunlit Tides)      | 23 августа 2012                       | Городок представляет собой небольшой курортный остров посреди океана, на острове доступны разные спа-процедуры. |
| The Sims 3: Монте Виста (англ. The Sims 3: Monte Vista)        | 3 января 2013                         | Когда-то на месте городка в средние века существовало средневековое государство, сами здания городка выполнены в итальянском средневековом стиле, а на возвышенности располагается бывшая крепость. Также на низменности можно найти древнеримские руины. |
| The Sims 3: Аврора Скайс (англ. The Sims 3: Aurora Skies)      | 21 февраля 2013                       | Городок представляет собой зелёную долину с водопадами и почти не тронутой природой, а её жители стараются заботиться об окружающей среде. Также городом можно любоваться с воздушного шара.                                                              |
| The Sims 3: Драгон Велли (англ. The Sims 3: Dragon Valley)     | 6 августа 2013                        | Городок представляет собой волшебную долину, населённую эльфами, многие из которых в качестве домашних питомцев держат драконов. Большинство зданий выполнены в кельтском и готическим стиле                                                              |
| The Sims 3: Миднайт Холлоу (англ. The Sims 3: Midnight Hollow) | 27 сентября 2013                      | Городок представляет «жуткую» долину, находящуюся всё время в полумраке и на полях которой стоят мёртвые, иссохшие деревья. Все здания выполнены в викторианском и готическом стиле, а её население состоит в основном из готов.                          |
| The Sims 3: Рорин Хайтс (англ. The Sims 3: Roaring Heights)    | 13 декабря 2013                       | Местность представляет собой небольшой мегаполис с высотными зданиями, где можно вести светский образ жизни и устраивать роскошные вечеринки. |

### Сборники
Представляют собой особые издания, совмещающие в себе как правило базовую игру и одно или несколько дополнений/каталогов.
| Название                                                        | Дата выхода издания для Windows и Mac | Состав |
| --------------------------------------------------------------- | ------------------------------------- | --- |
| The Sims 3                                                      | 2 июля 2009 5 июня 2009 5 июня 2009   | Оригинальная игра The Sims 3. |
| The Sims 3: Коллекционное издание                               | 2 июля 2009 5 июня 2009 5 июня 2009   | Оригинальная игра The Sims 3, USB-накопитель The Sims Plumbob на 2GB в форме зелёного кристалла (который в игре отображает состояние симов), а также эксклюзивный европейский спортивный автомобиль для игры. |
| The Sims 3: Commemorative Edition                               | 29 октябре 2010                       | Оригинальная игра The Sims 3, книга в твердом переплете (48 страниц), постер и доступ к дополнительному игровому контенту.                                                                                    |
| The Sims 3 Deluxe                                               | 27 сентября 2010                      | Оригинальная игра The Sims 3, The Sims 3: Карьера. |
| The Sims 3 Plus Pets                                            | 18 октября 2011                       | Оригинальная игра The Sims 3, The Sims 3: Питомцы. |
| The Sims 3 Plus Showtime                                        | 6 марта 2012                          | Оригинальная игра The Sims 3, The Sims 3: Шоу-Бизнес. |
| The Sims 3: Шоу-бизнес Коллекционное издание Katy Perry         | 6 марта 2012                          | The Sims 3: Шоу-Бизнес, а также эксклюзивный сценический реквизит (карамельный экран, декоративный банан, арбуз и вишни), гитара, 2 новых платья и причёска, 2 медиатора и плакат Katy Perry.                 |
| The Sims 3 Plus Supernatural                                    | 4 сентября 2012                       | Оригинальная игра The Sims 3, The Sims 3: Сверхъестественное. |
| The Sims 3 Plus Seasons                                         | 13 ноября 2012                        | Оригинальная игра The Sims 3, The Sims 3: Времена года. |
| The Sims 3 Plus University Life                                 | 23 марта 2013                         | Оригинальная игра The Sims 3, The Sims 3: Студенческая жизнь. |
| The Sims 3 Набор для начинающих (англ. The Sims 3 Starter Pack) | 14 мая 2013 15 мая 2013               | Оригинальная игра The Sims 3, The Sims 3: В сумерках, каталог The Sims 3: Современная роскошь |
| The Sims 3 Plus Island Paradise                                 | 25 июня 2013                          | Оригинальная игра The Sims 3, The Sims 3: Райские острова. |
| The Sims 3 Expansion Bundle                                     | 16 июля 2013                          | Дополнения The Sims 3: Мир приключений и The Sims 3: Все возрасты |

## Озвучивание и музыка
Язык, на котором разговаривают персонажи, называется симлишем и был специально создан для игры на основе навахо, латинского, английского, французского, украинского, финского и тагальского языков. По словам Тима ЛеТерно, главного менеджера The Sims Studio, разработчики поставили перед собой цель — создать образный язык, понятный без слов и похожий на настоящую речь. Для каждого типа персонажей доступны голоса от одного до нескольких актёров.
Стив Шнур, музыкальный продюсер EA Games отметил, что на момент выпуска третьей части The Sims, в звукозаписывающей студии побывала уже сотня известных музыкантов и групп, записывающих свои клипы на симлише для предыдущих частей игры The Sims. По мнению Стива, они сыграли важную роль в продвижении The Sims, как игрового бренда. По словам разработчиков, никто из певцов и озвучивающих актёров, которым они предлагали принять участие в записи голосов и песен на симлише, не отказывался от данного предложения, отчасти из-за того, что музыкантам как правило давали возможность играть в The Sims 3 до её официального выхода. В частности британская певица Лили Аллен, была ранее вдохновлена модными аксессуарами каталога для The Sims 2 — H&M Fashion Stuff и решила записать свой хит — «Smile» на симлише для будущей игры. Вместе с выходом дополнения «The Sims 3: Мир Приключений» в игру была добавлена музыка на симлише известных исполнителей, таких как Лиэнн Раймс, Натали Портман, Кэти Мелуа, Эсме Дентерс, Эван Тобенфельд, американской группы Madina Lake и многих других. Лиэнн Раймс лично отметила, что ранее слышала клип на симлише, исполняемый группой Black Eyed Peas и была сама в восторге от предложения записать собственную музыку для «легендарной игры».
Нелли Фуртадо тоже выразила своё восхищение, отметив, что любит петь на разных языках и назвала симлиш забавным, но также предупредила, что носителям испанского языка песня на симлише — Manos al Aire может показаться странной или даже смешной. Напротив, носители других языков большой разницы не заметят. Не всем музыкантам удавалось спеть композицию на искусственном языке, и после многочасовых попыток они покидали студию. При создании композиции на симлише также необходимо избегать слов, созвучных с бранными в большинстве самых распространённых языков в мире.
Перед выпуском дополнения «The Sims 3: Шоу-Бизнес» студия Maxis сотрудничала с известной певицей Кэти Перри, чтобы выпустить отдельный каталог, прилагающийся к особому изданию «The Sims 3: Шоу-Бизнес», в котором должны были быть представлены материалы и виртуальные товары в тематическом стиле Кэти Перри. Сама певица участвовала в рекламных и маркетинговых акциях, связанных с продвижением серии. Стив Шнур, директор по музыкальному сопровождению EA, выразил личную благодарность за сотрудничество с певицей, также отметив, что Кэти Перри является давней поклонницей серии The Sims, а её хит Hot and Cold, записанный для The Sims 2, до сих пор остается самым популярным клипом на симлише.

«Мне нравится, что можно устраивать своего персонажа на работу, следить за его карьерой, очень интересно наблюдать, как человечки пробивают путь к большой сцене в „The Sims 3: Шоу-Бизнес“, совсем как я во время California Dreams. Даже экран в реквизите у меня был такой же. Мне и раньше казалось, что я похожа на кого-то из мультяшек, а теперь в придачу ещё и на персонажа Sims!».
Оригинальный текст (англ.)"I love how you're able to play out different stories through your Sims characters — giving them different careers and watching them succeed. It’s cool to see the Sims’ stage performances in The Sims 3 Showtime decked out just like my California Dreams Tour — even my cotton candy video screens are in there! I always like to think of myself as a cartoon, and now I’m a Sim!" 
— Кэти Перри
Отдельно для консольной версии игры The Sims 3 свои композиции на симлише исполняли 22-20s, Alpha Rev, Коди Симпсон, Жасмин Ви, The John Butler trio, Ozomatli, School of Seven Bells и другие исполнители. Солисты группы 3OH!3 назвали опыт записи своей песни на симлише забавным и странным, а американский репер Трэви Маккой признался, что запись песни на симлише стала для него одной из сложнейших задач в истории музыкальной карьеры и вызывала чувство, что он вот-вот «взорвётся». Похожего мнения придерживалась и певица Келли Роуленд.
Композитором музыкального сопровождения в оригинальной игре и всех расширениях, является Стив Яблонски, за исключением дополнения «The Sims 3: Питомцы», музыку для которой писал Кристофер Леннерц. Мелодии, предназначенные для режима городка, создания семьи и строительства, записывались в симфонической студии Голливуда, в зале Ньюман Скоуринг при поддержке 20th Century Fox. Музыкальные композиции для простой и электронной гитары играли Даррел Браун, Ребекка Маулеон и Пеппино Д’Агостино. Дополнительную музыку создавали в студии APM Music.
| №   | Название                    | Длительность |
| --- | --------------------------- | ------------ |
| 1.  | «The Sims Theme»            | 1:55         |
| 2.  | «Simmering Mallets»         | 3:01         |
| 3.  | «Consumerism Simplified»    | 2:58         |
| 4.  | «Verisimilitude»            | 3:03         |
| 5.  | «Simple Assembly»           | 2:57         |
| 6.  | «Aisles of Miles of Smiles» | 3:00         |
| 7.  | «Identity Check»            | 2:51         |
| 8.  | «Simple Directions»         | 2:55         |
| 9.  | «Some Assimbly Required»    | 3:00         |
| 10. | «Let's Assimilate»          | 2:58         |
| 11. | «Don't Be Parsimonious»     | 3:01         |
| 12. | «Constructive Simicism»     | 2:57         |
| 13. | «Maps & Simbols»            | 2:57         |
| 14. | «Amazing Facsimile»         | 2:44         |
| 15. | «Striking Similarities»     | 3:03         |
| 16. | «Cartographer's Simphony»   | 3:03         |
| 17. | «Fortissimo Personality»    | 3:01         |

| №  | Название         | Исполнитель      | Длительность |
| -- | ---------------- | ---------------- | ------------ |
| 1. | «Santa Rosa»     | Веспа Сан        | 3:40         |
| 2. | «Arcadia»        | Эрик Прессли     | 4:32         |
| 3. | «Distressed»     | Junkie XL        | 3:05         |
| 4. | «Ramooned»       | Эрик Прессли     | 3:48         |
| 5. | «Groove On»      | Junkie XL        | 4:01         |
| 6. | «Podie Tie»      | Эрик Прессли     | 3:27         |
| 7. | «Sta Moogie»     | Эрик Прессли     | 3:51         |
| 8. | «Ever Seen This» | Aceyalone & RJD2 | 4:02         |
| 9. | «Cat & Mouse»    | Даррел Браун     | 3:02         |

| №   | Название                                | Длительность |
| --- | --------------------------------------- | ------------ |
| 1.  | «Excavating A Whole»                    | 2:00         |
| 2.  | «Skylines In Sand»                      | 2:05         |
| 3.  | «Me All Mine»                           | 2:01         |
| 4.  | «Two Of These Please»                   | 2:00         |
| 5.  | «Buy Me The Sweet Life»                 | 2:06         |
| 6.  | «Looking Again»                         | 2:03         |
| 7.  | «Beyond The Clouds»                     | 1:59         |
| 8.  | «Flying Quest»                          | 2:04         |
| 9.  | «Sculpting The Sky»                     | 2:11         |
| 10. | «Expansive Vistas»                      | 2:04         |
| 11. | «Sale On Aisle Six»                     | 2:07         |
| 12. | «You Look That Way»                     | 2:10         |
| 13. | «Returning To My Roots»                 | 2:12         |
| 14. | «Where Are You»                         | 2:06         |
| 15. | «Striking Similarities»                 | 3:03         |
| 16. | «Cartographer’s Simphony»               | 3:03         |
| 17. | «The Sims Theme (The Young Punx remix)» | 4:33         |

| №  | Название          | Длительность |
| -- | ----------------- | ------------ |
| 1. | «Club Hoppin»     | 2:12         |
| 2. | «RockaSIM»        | 2:10         |
| 3. | «Cruisin'»        | 2:25         |
| 4. | «Switching Gears» | 2:11         |
| 5. | «The Lookout»     | 2:23         |
| 6. | «End Line»        | 2:29         |

| №   | Название                        | Длительность |
| --- | ------------------------------- | ------------ |
| 1.  | «The Sims 3 Pets Theme»         | 2:08         |
| 2.  | «To Arrive in Appaloosa Plains» | 1:07         |
| 3.  | «Home for Us All»               | 2:11         |
| 4.  | «Looking for Kitty»             | 2:21         |
| 5.  | «A Nice Place to Dig»           | 2:09         |
| 6.  | «Something New for You»         | 2:03         |
| 7.  | «Foundations for the Future»    | 2:12         |
| 8.  | «Puppy Dog Eyes»                | 2:16         |
| 9.  | «Howl for Night Skies»          | 2:05         |
| 10. | «Lace and Collars»              | 2:13         |
| 11. | «Cul-De-Sac of Memories»        | 2:14         |
| 12. | «A Ball of Yarn»                | 2:04         |
| 13. | «Leashes and Skirts»            | 2:13         |
| 14. | «WChasing Clouds»               | 2:11         |

| №   | Название               | Исполнитель                    | Длительность |
| --- | ---------------------- | ------------------------------ | ------------ |
| 1.  | «Mayzie Grobe»         | The Shoaks                     | 3:48         |
| 2.  | «Swoobie Zine»         | A Nagging Sense of Uncertainty | 4:20         |
| 3.  | «Loo Mah»              | Вейн Локрелл                   | 3:04         |
| 4.  | «Lamia»                | Vampire Twins                  | 4:22         |
| 5.  | «Soma Terra Loon»      | Not Piloting                   | 4:05         |
| 6.  | «Tesla»                | Ladytron                       | 3:14         |
| 7.  | «Magician Performance» | Томас Дей                      | 0:11         |
| 8.  | «Latin Mashup»         | Ozomatli                       | 5:25         |
| 9.  | «Spacey»               | Fort Knox Five                 | 5:09         |
| 10. | «Drumnbass»            | Nu:Tone                        | 3:45         |
| 11. | «Dubstep»              | Excision и Downlink            | 4:36         |
| 12. | «Mannequin Dreams»     | Стив Яблонски                  | 2:22         |
| 13. | «R Hole Gypsy Loop»    | Стив Яблонски                  | 1:01         |
| 14. | «Rock That Look»       | Стив Яблонски                  | 2:11         |
| 15. | «Universal Lobby»      | Стив Яблонски                  | 1:58         |
| 16. | «Consuming Time»       | Стив Яблонски                  | 2:02         |
| 17. | «Industry of Life»     | Стив Яблонски                  | 2:14         |
| 18. | «Supernatural»         | Стив Яблонски                  | 1:59         |
| 19. | «Seasons»              | Стив Яблонски                  | 2:01         |
| 20. | «Map It Out»           | Стив Яблонски                  | 2:22         |
| 21. | «Winters»              | Стив Яблонски                  | 2:23         |
| 22. | «Building the Seasons» | Стив Яблонски                  | 2:10         |
| 23. | «Buying»               | Стив Яблонски                  | 2:15         |
| 24. | «Diesel»               | Роби Каукер                    | 2:02         |

| Персонаж           | Актёр озвучивания |
| ------------------ | ----------------- |
| Мужской персонаж 1 | Уиллиам Салуэрс   |
| Мужской персонаж 2 | Уилл Благров      |
| Мужской персонаж 3 | Уиллиам Вуфф      |
| Мужской персонаж 4 | Хари Пэйтон       |
| Женский персонаж 1 | Ники Ральф        |
| Женский персонаж 2 | Беки Боксер       |
| Женский персонаж 3 | Элиза Габриелли   |
| Женский персонаж 4 | Георгина Кордова  |
| Женский персонаж 5 | Дебора Элиезер    |
| Ребёнок/малыш      | Ники Рапп         |
| Ребёнок/малыш      | Донна ЛеТурно     |

## Оценки и мнения
| Сводный рейтинг       | Сводный рейтинг |
| Агрегатор             | Оценка          |
| --------------------- | --------------- |
| GameRankings          | 86,61 %         |
| Metacritic            | 86/100          |
| Иноязычные издания    |                 |
| Издание               | Оценка          |
| 1UP.com               | B+              |
| Edge                  | 8/10            |
| Eurogamer             | 8/10            |
| Game Informer         | 9/10            |
| GamePro               | 4/5             |
| GameSpot              | 9/10            |
| GameSpy               | 4,5/5           |
| GameTrailers          | 9/10            |
| GameZone              | 9/10            |
| IGN                   | 8,9/10          |
| PC Gamer (UK)         | 9/10            |
| Total Video Games     | 8/10            |
| Total PC Gaming       | 8/10            |
| Boomtown              | 8/10            |
| 3D Juegos             | 8,3/10          |
| Русскоязычные издания |                 |
| Издание               | Оценка          |
| Absolute Games        | 86 %            |
| PlayGround.ru         | 8,3/10          |
| «Игромания»           | 9/10            |
| «ЛКИ»                 | 92 %            |

### Для персональных компьютеров
Игра получила в основном положительные отзывы критиков. Средняя оценка критиков по версии сайта Metacritic составляет 86 баллов из 100 возможных и 76 баллов по оценке простых пользователей. Практически все обзоры были составлены в 2009 году и имеют сравнительный характер с The Sims 2.
В основном критики признали, что игра популярна благодаря её исключительному жанру, с другой стороны мало кто ожидал, что Maxis решила бы выпустить третью часть симулятора, в частности осторожного мнения придерживался рецензент сайта Worthplaying — так как по его мнению большинство фанатов были довольны второй частью, радуясь каждому новому дополнению и не ожидали, что разработчики решились бы выпустить по их мнению ещё что-то более совершенное. Но после знакомства с геймплеем новой игры, критик осознал, насколько третья часть лучше по сравнению со второй. Похожего мнения придерживался представитель сайта Gametrailers, отметив, что после выпуска первых двух частей и бесконечного количества дополнений к ним, сложилось впечатление, то разработчики использовали все свои трюки в рукаве, поэтому известие того, что к выпуску намечается третий симулятор стал неожиданностью для всех.
По мнению Джейсона Окампо, рецензента сайта IGN, популярность The Sims 3 обусловлена и тем, что она нацелена на другую аудиторию, чем большинство современных компьютерных игр, по этой причине симулятор так популярен у женщин, в общем не интересующихся компьютерными играми и одновременно так сильно презираема многими заядлыми игроками, посвящающих свою жизнь многочисленным шутерам. Критик сравнил игру с передачей из фильма «Шоу Трумана», где главный герой живёт своей жизнью, не подозревая, что его постоянно снимают скрытые камеры и показывают по телевидению. Представитель сайта Absolute Games назвал The Sims идеальным полем для экспериментов и блокнотом, чьи страницы быстро заполняются новыми идеями. Энтони Гальегос, критик сайта GameSpy назвал игру отличным способом жить в фантазиях и развлекать своё воображениеː The Sims 3 позволяет рассказывать собственную историю и исследовать личный характер. Несколько рецензентов сопоставили игрока в The Sims с Богом: Так, критик сайта Computergames сравнил игрока в The Sims со всевышним творцом, управляющим человеческими судьбами, также отметив, что симулятор быстро очаровывает игрока и затягивает в свой виртуальный мир. Джесс Никельсон, представитель сайта Nzgamer тоже отметила, что у игрока The Sims 3 возникает чувство, что он является Богом. А игровой мир критик назвала живым и дышащим.
Даниил Буров c сайта Softkey порекомендовал The Sims 3 детям в качестве воспитательной игры, так, по его мнению, играя за персонажа или за семью, ребёнок столкнётся со сложностями взрослого общества, которые он пока не может увидеть в реальности. Например, воспитание маленьких симов, уход за домашним хозяйством, распоряжение собственными деньгами, необходимость их зарабатывать на работе, оплата налогов, осторожное общение с другими персонажами, что объединяется в общее определение «знакомства с правилами общества». При этом если правильно обучать сима-ребёнка, то он вырастет умным и хорошим персонажем в будущем и сможет легче устроиться на хорошую работу, таким образом симулятор объясняет ребёнку, почему надо хорошо учиться.
Джейсон отдельно отметил, что не видит смысла в покупке Коллекционного издания, так как по его мнению флеш-накопитель в 2 гигабайта и дополнительная машина к игре не стоят того, чтобы тратить в 2 раза больше денег на покупку игры, критик назвал издание приманкой для фанатов The Sims, с целью получить представителям EA Games лёгкий доход.

Критики похвалили игру в основном за её открытый игровой мир

Все критики признали введение в The Sims 3 открытого игрового мира и возможность свободно перемещаться по городу без экрана загрузки главным достоинством третьего симулятора. Джейсон Окампо с сайта IGN отметил, что геймплей из предыдущих частей The Sims поневоле вызывал у многих игроков чувство клаустрофобии из-за невозможности выходить за пределы своего участка. Среди других основных достоинств были отмечены в общем большая реалистичность игрового мира и персонажей, улучшенные визуальные эффекты и новая система желаний, которая, в отличие от The Sims 2, не навязывает желания и страхи, позволяя игроку самому решать, каким целям будет следовать персонаж. Также критиками был отмечен усовершенствованный редактор зданий, позволяющий ставить мебель под углом и с помощью новых инструментов создавать более удобное пространство, новый редактор стилей, позволяющий почти безгранично изменять текстуры объектов и расширенные настройки игры. Джесси Литтлфилд отдельно похвалила музыкальное сопровождение The Sims 3, отметив, что оно, как и в предыдущем симуляторе, осталось на высоком уровне и позволяет игрокам наслаждаться качественной музыкой на симлише.
По мнению большинства критиков, персонажи в игре стали более самостоятельными по сравнению с предыдущей частью. Джоел Лаутербах назвал персонажей наиболее понятными и управляемыми, чем когда-либо прежде. Джейсон из IGN отметил, что персонажи теперь могут самостоятельно удовлетворять свои потребности при наличии необходимых благ и реже должны бегать к туалету или холодильнику. Большинство рецензентов отметили, что внешность персонажей стала более естественной и проработанной в мелких деталях, персонажи получили более гладкие и округлённые черты лица, среди нововведений критики похвалили возможность изменять форму тела сима. Джессе отметила, что у персонажей больше не видно зазубренных краёв, как во второй части. Также рецензенты похвалили игру за то, что на настроение персонажа теперь может влиять окружающая обстановка и события, происходящие вокруг него, а также за введённую систему черт характера, позволяющую создать симов с уникальными личностными качествами, например, трус, задира или невротик, которые в комбинации из 5 черт придадут персонажу неповторимый характер, что в будущем также сильно повлияет на жизнь сима и общение с другими персонажами. Среди дополнительных достоинств была отмечена новая возможность изменять голоса симов, более проработанная система взаимодействий персонажей и новая система наград.
Мнения о графике The Sims 3 было смешанным: игру в общем похвалили за низкие системные требования и быструю загрузку локаций, в отличие от The Sims 2 и The Sims, где, по мнению критика Джейсон Окампо, из-за высоких требований частота обновления экрана сильно понижалась. Джоэл Лаутербах назвал графику в игре более блестящей и правдоподобной, чем когда-либо прежде. Критик сайта Absolute Games также похвалил симулятор за быструю загрузку игровых локаций, однако отметив, что цена за бесшовный мир стала высокой: графика во многих моментах сравнима с The Sims 2, а при быстром перемещении камеры происходят резкие скачки детализации, объекты меняют очертания на глазах у игрока. Похожего мнения придерживается и критик сайта GameSpot, хотя он и похвалил графику с её визуальными эффектами.
Среди основных недостатков в игре было отмечено наличие так называемых «зданий—кроличьих нор». Рецензент Absolute Games назвал наличие офисов и институтов — болванок основным промахом The Sims 3. Джейсон из IGN пожалел, что не имеет возможности наблюдать за работой персонажа, отметив, что в этом плане игра слабо продвинулась от второй части Критик сайта ComputerGames отметил, что The Sims 3 лишили пасхальных яиц, которых было очень много в The Sims 2, что делает третий симулятор посредственнее и скучнее. Среди других недостатков рецензентами было отмечено чувство недоделанности игры. В частности представитель сайта Absolute Games отметил, что хотя третий симулятор надолго увлечёт новичков, увидевших цифровых homo sapiens, многие старые фанаты Тһе Sims привыкшие к второй части с многочисленными дополнениями быстро ощутят нехватку таких особенностей из второй части, как университеты, погода, животные, отпуска и прочие возможности. Также некоторым критикам не понравилось, что игрок не может одновременно контролировать несколько семей, в частности Джесс Никельсен отметила, что хотя переключаться между семьями не так сложно, за то время, как вы управляете одной семьёй, в другой неуправляемой семье, без вашего ведома могут произойти важные изменения, которые не всегда понравятся игроку. Также Джесс отметила сильную ограниченность в выборе причёсок и одежды для Сима, такой же недостаток заметил и критик сайта GamePlanet Джоэл Лаутербах, хотя и признал, что многие игроки, заметят это главным образом из-за того, что избалованы вторым симуляторам с его многочисленными расширениями. Георгий Курган, рецензент сайта Игромания, отдельно упрекнул симов за их «абсурдную толерантность», описывая ситуацию, когда персонаж, созданный критиком, намеренно издевался над пожилой парой в их доме, ломал мебель, воровал еду и ходил голым по дому. Пара, вместо того чтобы принять какие-то ответные меры, продолжала терпеть издёвки обидчика и смиренно ждать, когда он покинет их дом, а на следующий день снова впустила к себе в гости дебошира. Такое поведение по мнению Георгия свойственно всем персонажам в игре вне зависимости от их характера.
Алексей Шуньков с сайта Игромания в своём обзоре назвал русскую локализацию игры «вопиющем примером небрежности», косноязычности и отметил, что складывается впечатление, что переводом занимались пираты и для этого использовался лишь англо-русский словарь с hex-редактором. Сильно бросается в глаза английская калькаː во многих текстах используются только именительные падежи, например, вместо правильной фразыː «Петя рассердил Вову», игра выдаётː «Петя сердится. Причина: Вова». По мнению Алексея, перевод получился очень сухим и скучным, который в результате убивает большую часть юмора, имеющегося в английском оригинале The Sims 3.

### Ретроперспектива
Редакция российского сайта VGTimes причислила The Sims 3 к 10 «самым толерантным играм» из-за возможности заключать однополые браки, по мнению редакции, благодаря времени выхода (2009 год), игре удалось избежать «праведного гнева геймеров», так как в то время ещё не устоялась традиция критиковать «толерантность» в играх.
Гита Джексон из Kotaku, отдельно обозревая позднею версию игры с выпущенными расширениями по состоянию на 2013 год, заметила, что никогда прежде не видела такую «отвратительную» оптимизацию в видео-играх. Критик заметила, что игра настолько медленно работает и долго грузится, что это фактически делает The Sims 3 неиграбельной. При этом проблемы зависаний и долгих загрузок встречаются и на компьютерах с мощным железом. Гита заметила, что из-за подобных проблем создание персонажа или строительство дома может растянуться на несколько часов, а в режиме жизни игрок будет вынужден наблюдать за постоянно загружающимися текстурами в городке, помимо этого, игрока в режиме жизни начинают преследовать так называемые «фризы» — периодические зависания, длящиеся по несколько секунд.
Редакция The Boar оставила похожее мнение. С одной стороны она заметила, что по состоянию на 2020 год, The Sims 3 по-прежнему оставалась игрой франшизы, к которой было выпущено наибольшее количество игрового контента, за недостаток которого The Sims 4 подвергается усиленной критике. Многие игроки из-за этого по-прежнему предпочитали бы играть в The Sims 3, но оказались в безвыходной положении, так как ни одна другая игра по мнению редакции не обладает такой плохой оптимизацией: «чёрт возьми, вам нужно взломать суперкомпьютер НАСА, чтобы игра работала плавно и без зависаний».
Редакция Screenrant упоминая склонность некоторых фанатов серии хвалить третью часть в сравнение с The Sims 4 упоминала и об очевидных недостатках игры, вроде проблем с оптимизацией, сложного интерфейса, несовершенных инструментов строительства, неудачного по её мнению дизайна персонажей, причёсок. Открытый мир, за наличие которого чаще всего хвалят The Sims 3 по мнению редакции ощущается пустым и безжизненным.

## Популярность

### Продажи и рейтинги
31 октября 2008 года во время президентских выборов в США, разработчики выпустили трейлер-пародию на выборы, где были изображены Джон Маккейн, Барак Обама, Сара Пэйлин и Джо Байден. В апреле 2009 года, началась массовая рекламная кампания новой игры. Рекламные постеры размещали на автобусных остановках, специальных щитах и на стенах зданий, в том числе и на небоскрёбах, а также на Таймс-сквер в Нью-Йорке. Компания EA Games тратила на рекламу 10 миллионов долларов в месяц. В июне 2009 года The Sims 3 завоевала статус самой предзаказываемой игры в истории, до её выпуска было заказано 6,8 миллиона копий симулятора.
За первую неделю после выпуска The Sims 3 было продано 1,4 миллиона её экземпляров, таким образом игра побила новый рекорд по продажам, обогнав свою предшественницу — The Sims 2, тоже побившую в своё время рекорд по продажам. The Sims 3 стала самой продаваемой игрой от EA Games с момента её открытия 27 лет назад. Стандартное издание также включало в себя бесплатно 1000 симпоинтов, которые можно было потратить на покупку дополнительных объектов на официальном сайте игры. The Sims 3 ожидаемо возглавила список самых продаваемых игр в 2009 году. Помимо США, The Sims 3 возглавила список самых продаваемых игр во всех остальных странах и по состоянию на 22 января 2010 года, было продано 4,5 миллиона её копий. Также к началу 2010 года Яндекс составил рейтинг поисковых запросов пользователей России за 2009 год, где The Sims 3 наряду с GTA 4 попала в десятку самых популярных запросов в рунете. Такой же результат наблюдался у поисковых запросов жителей Украины. В том же году ЕА Games праздновала 10-летие с момента выпуска первой игры серии The Sims, где было подсчитано, что с 2000 года компания продала свыше 125 миллионов копий The Sims, The Sims 2 и The Sims 3 со всеми дополнениями, и общий доход от продаж составил 2,5 миллиарда долларов, что сопоставимо с доходами от таких фильмов, как Аватар, Титаник и трилогия Матрицы, игра переведена на 22 языка и собрала поклонников из 60 стран. По данным британского сайта Bit-tech The Sims 3, в марте 2010 года, занимала четвёртое место в списке самых продаваемых игр, и 9 место в ноябре 2012 года. По данным сайта Appleinsider, в 2011 году симулятор занял 10 место в списке самых популярных игр для операционной системы Mac OS. По данным рейтингов продаж в северных странах Европы The Sims 3, вместе с расширениями, устойчиво занимала лидирующие позиции во второй половине 2011 года.

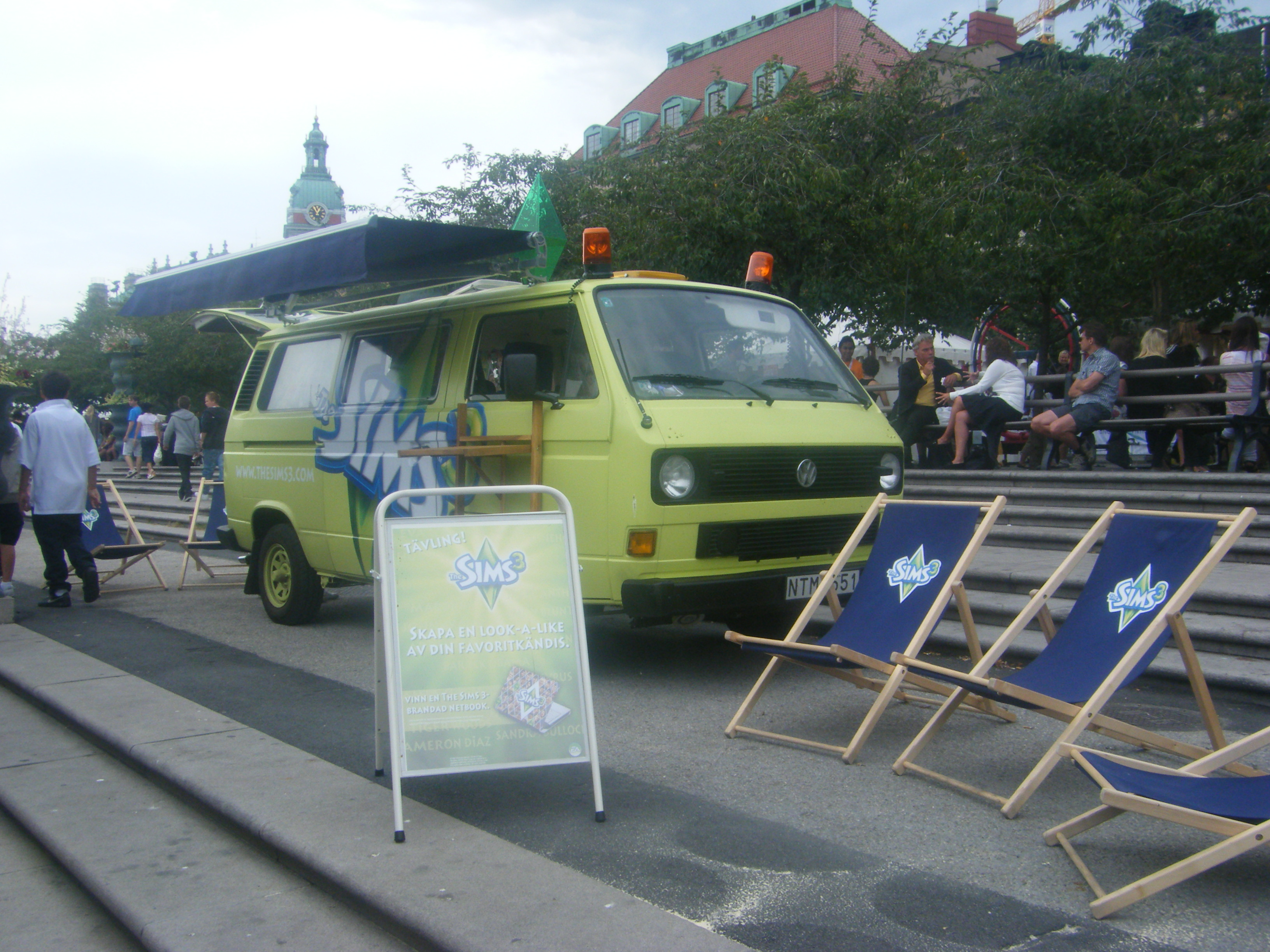
Реклама The Sims 3 на машине в Стокгольме, 2010 год

По данным СофтКлаб, на декабрь 2013 года, The Sims 3 занимала 8 место в списке самых продаваемых игр в России. А в январе и феврале 2014 года, симулятор получил 4 и 5 место. После выпуска издания The Sims 3: Набор для новичков в июле 2014 года, симулятор снова попал в топ-10 самых продаваемых игр. Набор сумел занять третье место среди самых продаваемых игр в марте 2015 года.
Журнал Edge огласил список «100 величайших игр 2015 года», где The Sims 3 заняло 85 место. Также по мнению новостного портала Мир 24 The Sims 3 наряду со Spore стали лучшими симуляторами бога в истории игровой индустрии.
Журнал Игромания, подводя итоги 2009 года, отметил The Sims 3 наградой «Соционика года». Была отмечена «пугающая» похожесть тривиальных алгоритмов действий симов в игре и простых людей в реальной жизни. Также Игромания в 2015 году внесла игровой баг, превращающих детей огромных клешневидных существ в список самых эпичных игровых багов.

### Популярность и влияние
По мнению обзорного сайта Мегаобзор бренд, по состоянию на 2009 год, The Sims 3 наряду с играми про Винкс стали лидирующими на рынке компьютерных игр, ориентированных для девочек. Нэнси Смит, одна из разработчиков призналась, что из тех, кто купил The Sims 3 лишь 45 % были мужчинами и то, значительная часть из них купила игру для своих подруг или дочерей. О том факте, что The Sims 3 — «женская игра», свидетельствовало исследование американской ассоциации производителей ПО и компьютерных игр, которое выяснило, что по данным на 2014 год, среди девушек-подростков The Sims 3 являлась самой популярной игрой. Многие люди использовали The Sims 3, как площадку для создания фанфиков, создавая любительские комиксы, чтобы затем опубликовать полученные истории на официальном сайте The Sims 3. При этом данные фанфики могли затрагивать самые разные истории, от вампирских романов, до исторической драмы. Игроками также были созданы ряд фанатских сайтов специально для публикации фанфиков. Также популярной темой у фанатов The Sims 3 пользовались челленджи, когда кто-то задаёт дополнительные правила и ограничения в игре, которым надо было следовать и затем делится результатами. Возможность редактировать города и расположенные на них участки позволяло также игрокам воссоздавать фантастические миры или ту или иную временную/культурную эпоху — цифровой аналог ролевой игры. Иногда созданные городки привлекали внимание игровых СМИ.
По состоянию на 2019 год, у игры The Sims 3 по-прежнему имелась своя крупная фанатская аудитория, конкурирующая с аудиторией игры-преемницы The Sims 4 главным образом из-за наличия открытого мира, отсутствующего в новой игре, а также наибольшего количества дополнительного контента. Отдельное мнение оставил редактор сайта Whatculture, увидев в The Sims 3 начало падения франшизы, вырождение её революционной идеи в чисто коммерческий продукт по выпуску большого количества малосодержательных DLC, которые фанаты готовы слепо покупать.
В декабре 2009 года, правозащитная организация PETA присудила The Sims 3 премию, как игре с самым дружелюбным отношением к животным. Основным поводом для присуждения премии стал тот факт, что в симуляторе можно создавать персонажа с чертой характера вегетарианец. Также The Sims 3 использовалась в Голландии как учебный материал в рамках специальных уроков, посвящённых экологии и проблеме загрязнения окружающей среды. По мнению сотрудников школы мир The Sims 3 является примерным образцом того, как общество может жить в гармонии с природой, а сам урок одновременно стал интереснее для детей.
В феврале 2012 года стало известно, что британский телеканал Channel 4 запустил «реалити-шоу» под названием SuperMe, чей материал снимался в игре The Sims 3. При этом для серий не предусмотрен сценарий, а вместо этого 4 персонажа с разными чертами характера и жизненными целями помещаются в специально подобранные места, где они должны сталкиваться с различными ситуациями. Также серии доступны для просмотра в интернете. Автор идеи сериала назвал это настоящим сотрудничеством между людьми и роботами.

### Научный интерес
The Sims 3 несколько раз становилась предметом внимания учёных. Например, игру изучали на предмет того, сможет ли она помочь в лечении пациентов с рассеянным склерозом. Специалисты из университета Неймегена показывали отрывки из игры The Sims 3 добровольцам, исследуя их мозговую активность, чтобы понять, как образуются воспоминания. Также в рамках эксперимента учёные наблюдали за 204 учениками средней школы, играющих в The Sims 3. Таким образом они хотели изучить, как ученики будут создавать истории с помощью нетрадиционных средств массовой информации.

### Проблемы
Выход The Sims 3 был омрачён тем, что за две недели до официального выхода, пиратская копия игры попала в просторы Интернета и стала доступной для бесплатного скачивания. При этом речь шла о почти завершённой бета-версии, изобилующей внутриигровыми ошибками. Неизвестно точно, как это в итоге повлияло на продажи игры, разработчики утверждали, что пиратскую версию в итоге скачали в интернете 200 000 раз. Они также заметили, что наоборот, утечка игры позволила им гораздо быстрее обнаружить и исправить ошибки в игре. Наибольшее количество скачиваний пришлось на Китай и Польшу. Для борьбы с пиратством, разработчики стали использовать дополнительный бесплатный контент, который могли получить только владельцы лицензионной копии, например городок Риверсайд (англ. Riverview). До утечки копии, Риверсайд изначально должен был войти в состав базовой The Sims 3. По состоянию на 29 мая 2009 года пиратская копия игры была скачана 180 000 раз, а на 10 июня — 200,000 раз.
По приведённым данным The Sims 3 побила все рекорды по распространённости пиратских копий в 2009 году, опередив Spore, побившую в свою очередь рекорд в 2008 году. В 2009 году на Украине по данным аналитиков, большинство розничных сетей занимались продажей пиратских дисков, в том числе и The Sims 3. При этом это происходило на фоне того, что терпевший миллионные убытки Софтпром — официальный дистрибьютер игры на Украине не пытался подать в суд распространителей пиратских копий из-за страха разорвать сотрудничество со многими торговыми сетями. По результатам исследования в 2013 году было выяснено, что The Sims 3 продолжала входить в список 10 самых скачиваемых игр через торренты, наибольшее количество скачиваний на душу населения приходилось на Румынию, Хорватию, Грецию и Португалию. По мнению новостного сайта The Escapist, такая популярность симулятора среди пиратов оправданна, особенно на фоне того, что на саму игру и её множество дополнений придётся выложить солидные денежные сбережения, а при виде цен на скачиваемые материалы из официального сайта игры, глаза невольно «заливаются слезами». При этом цена на лицензионную упаковку игры в Европе в 2014 году была в 3,5 раза выше, чем в США.The Sims 3 по состоянию на 2015 год занимала третье место в списке самых дорогих игр с дополнениями в онлайн-магазине Steam.
Многие пользователи, скачивающие пиратские копии, стали мишенью группы хакеров, которые стали публиковать в торрент-сайтах игру со встроенным вирусом-шпионом, позволяющим получать доступ к личным данным и паролям пользователя, красть аккаунты, например в Steam, заниматься вымогательством и следить через веб-камеры. Так, в 2014 году стало известно о массовой краже хакерами Anonymous личных данных игроков The Sims 3. По словам разоблачённых хакеров, основной целью для них являлись женщины. Сами жертвы взлома в среде хакеров назывались «рабами», при этом один из взломщиков признался, что собирать данные для многих взломщиков было просто развлечением: они часто загружали жертве сайты сомнительного содержания, вирусные программы или даже могли управлять другими устройствами рядом с компьютерами, если такая возможность была.
В 2011 году на The Sims 3 с критикой обрушился член европарламента Карло Казини, лидер католической итальянской партии «Движение за жизнь» за наличие в игре гомосексуальных отношений, которые по его мнению «несут угрозу рождаемости и институту семьи». Казини в том числе призывал запретить игру к продаже в Италии.

## Дополнительный контент
Для владельцев лицензионной копии на официальном сайте The Sims 3 доступна служба обмена, позволяющая загружать созданные в игре объекты: персонажей, животных, причёски, одежду, здания и объекты с новой расцветкой. Служба обмена также позволяет скачивать объекты других игроков и ставить им оценки. Специально для The Sims 3 добавили лаунчер, позволяющий просматривать, устанавливать или удалять пользовательский контент в формате Sims3Pack.

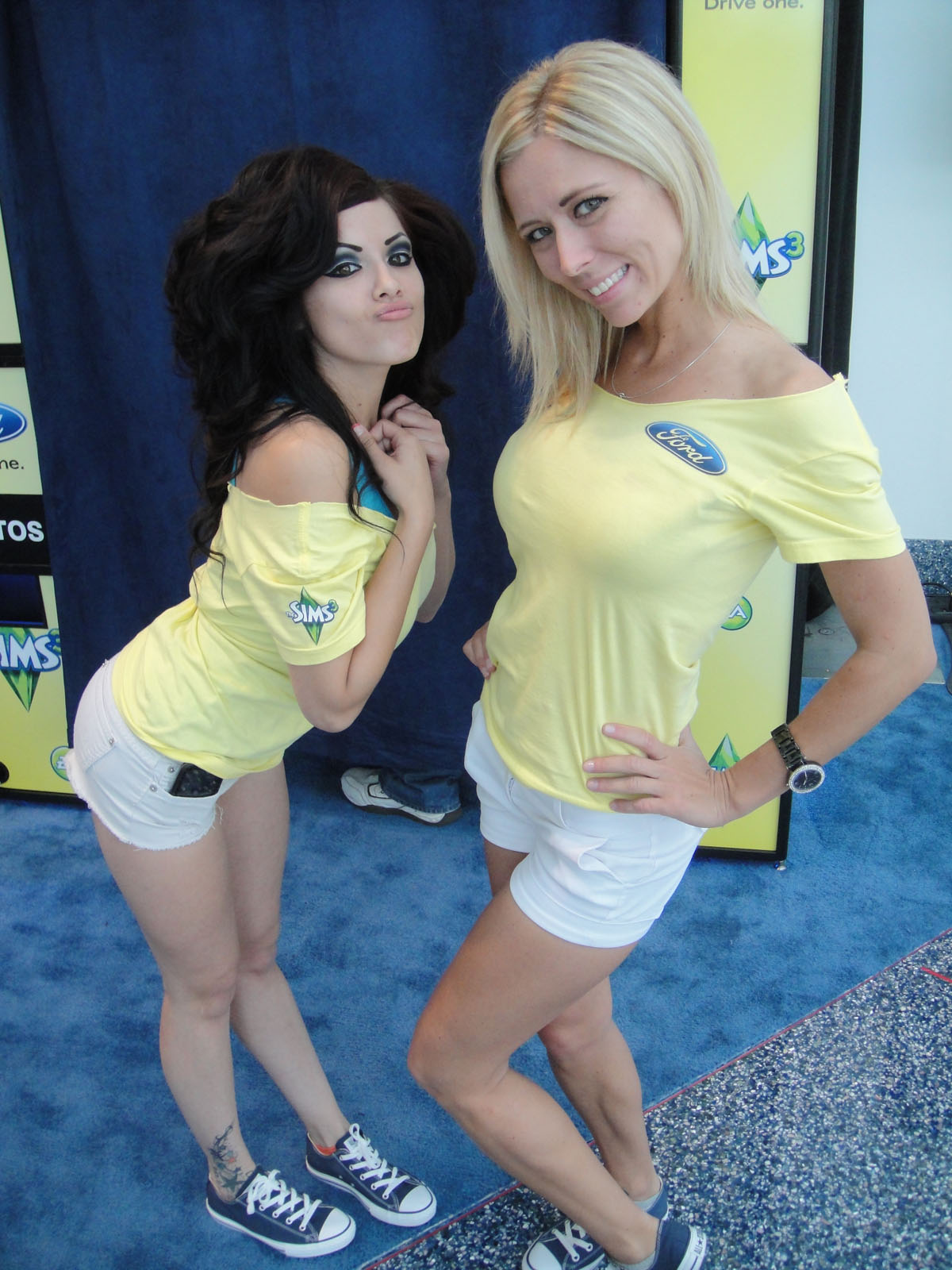
Женщины, выставленные в рамках рекламы сотрудничества авто концерна Ford с EA Games, The Sims 3 на Electronic Entertainment Expo 2011

Помимо этого, 29 октября 2009 года разработчиками была выпущена бесплатная программа «Create-A-World» для Windows, позволяющая с нуля создавать городок, изменяя его рельеф, форму, размер, расположение воды/рек, создавать дороги и озеленения. Программу также можно использовать в режиме игры, где есть возможность обустраивать пустые участки, после чего мир можно сохранить в формате Sims3pack и позже установить в игру, или загрузить в службу обмена, чтобы готовый городок могли скачать другие пользователи. В 2010 году разработчиками был выпущен другой редактор создания стиля «Create-a-Pattern», позволяющий без навыков программирования создавать новые текстуры, соединяя разные фигуры в изображении или загружая готовые изображения с компьютера, после чего текстура может быть конвертирована в формат Sims3pack, которую в свою очередь можно установить в игру или опубликовать в службе обмена.

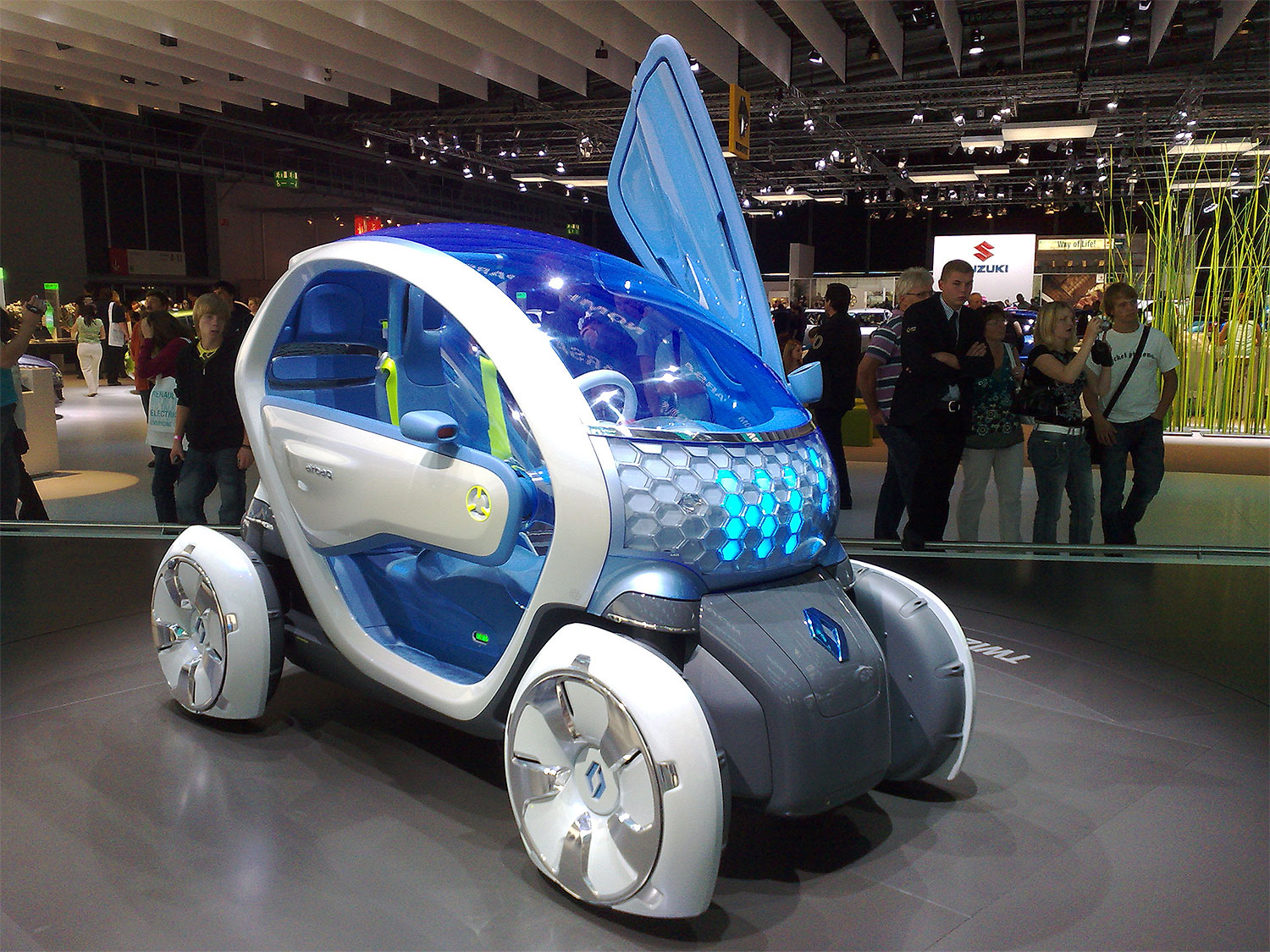
EA Games при сотрудничестве с Renault сделала для симулятора мини-автомобиль Renault Twizy, доступный для бесплатной загрузки

EA Games и Renault в 2010 году заключили многолетнее соглашение, которое позволяло игрокам бесплатно загружать на официальном сайте The Sims 3 модели машин компании Renault и использовать их в игре. Так, в рамках сотрудничества EA Games выпустила для симулятора модель «автомобиля будущего» от компании Renault, работающего на солнечном свете. Среди других бесплатных игровых объектов, выпущенных EA Games, были машины марки Ford Fiesta, Renault Fluence Z.E. и Toyota Prius.
Многочисленные фанаты игры стали выпускать к ней тысячи дополнительных материалов, которые в основном публикуются на специальных сайтах TheSimsResource и ModTheSims. Как и для предыдущих серий The Sims, для третьего симулятора стали выпускаться модификации, снимающие цензуру в виде пикселей, когда персонажи голые.

### The Sims 3 Store
4 июля 2009 года разработчиками был запущен магазин The Sims 3: Store, где игрок за симпоинты может приобрести дополнительные материалы, такие, как одежду, мебель, причёски и другие. Оплата осуществлялась с помощью кредитной карты. Для привлечения, каждый владелец получал 1000 симпоинстов стоимостью в 10 долларов, а также возможность скачать городок Ривервью (англ. Riverview). Также 1000 симпоинтов были доступны вместе с покупкой первого дополнения The Sims 3: Мир приключений. На официальном сайте игры стали публиковать новые объекты каждый месяц. Ценовая политика EA Games подверглась критике со стороны простых пользователей, особенно из Европы, из-за того, что цены на объекты были необоснованно высокими, в частности 47 объектов стоили 2000 симпоинтов, или 24 евро. На такую же сумму можно было купить дополнение к The Sims 3. При этом в США, за 1000 симпоинтов пользователям требовалось заплатить 10 долларов или 7,15 евро, что получалось почти в 2 раза дешевле. С 16 декабря 2011 года, цены на симпоинты в Европе были официально понижены в 2 раза, до 6 евро за 1000 симпоинтов. Последние объекты были опубликованы в июле 2014 года. Несколько игровых редакций заметили, что даже несмотря на то, что The Sims 4 принято активно ругать за содержательность и стоимость её дополнений, именно The Sims 3: Store стал худшим примером ценовой и маркетинговой политики EA Games по отношению к дополнительному контенту The Sims. Совокупная стоимость предметов/аксессуаров и городков из Store достигала 2000 долларов США, при этом в саму игру была интегрирована довольно навязчивая реклама в режиме строительства или создания персонажа, буквально «заставлявшая игроков чувствовать себя виноватыми» за отсутствие этих предметов в The Sims 3.